# 超力戦隊オーレンジャー
『超力戦隊オーレンジャー』（ちょうりきせんたいオーレンジャー）は、1995年3月3日から1996年2月23日まで、テレビ朝日系列で毎週金曜17:30 - 17:55（JST）に全48話が放送された、東映制作の特撮テレビドラマ、および作中で主人公たちが変身するヒーローの名称。

## 概要
本作品より、改めて『秘密戦隊ゴレンジャー』『ジャッカー電撃隊』の2作品がスーパー戦隊シリーズに含められた。これにより本作品は、『ゴレンジャー』から数える形で「超世紀全戦隊20周年記念作品」として放送され、戦隊シリーズの転換点となった。
モチーフには古代文明が選ばれ、動物型メカのようにわかりやすい形でデザインに落とし込んでいる。また、オーレンジャーは神秘的な「超力」を備えた戦士であるため、ゴーグルの意匠「★■▼〓●」はESPカードを元にしているという文献がある一方、プロデューサーの鈴木武幸は、それぞれ数字の「5、4、3、2、1」を表しており、超力とは超能力のような非科学的なものではなく、科学の粋を集めた力なのでESPカードとは趣旨が異なるという旨の発言をしている。名前に関しては王様の"オー"とオーレの"オー"を引っ掛けているという。また宍戸勝によれば、オーディション会場での仮名は『ナゾレンジャー』だったという。
シリーズ20周年作品のため、原点回帰を念頭に置く形で、戦闘のプロ集団である『ゴレンジャー』の本質などと同じくメンバーを職業軍人と設定し、メンバーがレッドを「隊長」と呼んだり、追い詰められた世界の状況など、ハードなテイストの作風が指向された。また、『忍者戦隊カクレンジャー』などで行われていたレッドの非リーダー化、名乗り上げの中心をその回の主役が行うといったパターンを廃し、従来のレッドはリーダー、誰が主役であろうとレッドが中心という『恐竜戦隊ジュウレンジャー』以前のパターンも復活している。その傾向はオープニングの出演者紹介にも反映されており、レッドが単独で紹介されるのに対し、グリーンとブルー、イエローとピンクは2人まとめて紹介されるという、シリーズ中でも珍しいフォーマットとなっている。テレビ朝日プロデューサーの梶淳は、パワーレンジャーシリーズとの兼ね合いからヒーロー側をオーソドックスにせざるを得なかったと述べている。
作中の時代設定は1999年と設定されている。

## あらすじ
6億年前に存在した超古代文明。その副産物である機械生命体が突如反乱し、暴動が鎮圧されてから幾壮年。西暦1999年、月面にその拠点を置くマシン帝国バラノイアは地球支配を果たすべく再び人類に宣戦布告を行う。地球人類の奴隷化と地球資源の没収による全面降伏に応じない人類に対して世界の主要都市であるニューヨークとパリに壊滅的打撃を与えたバラノイアの次の標的は日本の東京に向けられた。
だが人類はこの脅威に屈することなく国際空軍（U.A）の各地基地のメンバーからの防衛部隊U.A.O.H. ＝オーレンジャーを編成。カンブリア紀以前に栄えた超古代文明が遺した超力を武器にバラノイアに立ち向かう。
人間と機械の戦いは、6億年前の英雄キングレンジャー/リキや、謎の魔神ガンマジンの参戦、そしてバラノイア内部の内紛と世代交代を経て、より激しさを増していった。

## 登場人物

### 超力戦隊オーレンジャー
超古代文明の残したロストテクノロジーを利用して戦う国際空軍防衛部隊。通常オーレンジャーと言った場合こちらを指す。全員が超力を操り、投射される力の形は自身のゴーグルとスーツデザインに反映する。
軍服は水色を基調としており、女性陣はスカートを着用。左胸のカラーリングは男性陣は赤、女性陣は黄色となっている。シリーズで初めて番組1年間を通しての共通衣裳となった。
登場当初はお互いを苗字の後に階級を付けて呼び合っていたが、第2話の終盤以降は吾郎を除き、下の名前で呼び合うようになった。
U.A.O.H.とは、"the United Air force OHranger"の略称。英語の略語としては最後のHにも.が付くのが正しく、国際空軍所属車両の一部でもU.A.O.H.と表記されている。
変身前の5人の名字には超力の形である文字が含まれており、桃だけ名前にパーソナルカラーも含まれている。
星野 吾郎（）
冷静な判断力と推理力に長けた超力戦隊の隊長。変身前後問わずメンバーから「隊長」と呼ばれている。階級は大尉で、U.A.時代は中尉だったが、オーレンジャーに配属されたことで昇格する。25歳。身長183センチメートル。
空手・剣道・柔道などの日本武道全般を得意とする。マルチーワの催眠術にかかって大事な物を持ってこいと命令された際には、母からの手紙である「日本一長い母からの手紙」を大事にしていたという昔ながらの日本男児。文面によると雪国の出身の模様。
料理や和菓子作りが趣味で、「フランス料理のコツ」を読んでいる場面もある。生真面目で多少ユーモアに欠ける堅実な面も見受けるが、休日には昌平とテレビゲームをするなど仲間とのコミュニケーションを取ることも怠らない人物でもある。普段から冷静でありながらも時には熱血というそのリーダーらしい性格から他のメンバーからの信頼は非常に厚い。バラペテンを誘き出す変装作戦では暴走族に扮する。雷が苦手。
『激走戦隊カーレンジャーVSオーレンジャー』では、バラモビルを巡る戦いでレッドレーサーとの一騎打ちの末に和解するも、その直後にボーゾックに捕らわれてしまう。救出に来たカーレンジャー共々、車人間にされかけるが、難を逃れたレッドレーサーに助けられる。
- 演じる宍戸勝は、吾郎の役柄について『秘密戦隊ゴレンジャー』のアカレンジャーのような堅実で熱血漢、正義感に燃えるヒーローの古典的なリーダー像として作っていったと述べている。

オーレッド
星野吾郎が変身する戦士。
ずば抜けた格闘技能と多彩な剣撃を得意とし、武道を応用した手刀や肘打ちも用いる。

四日市 昌平（）
超力戦隊の副隊長。吾郎以外が元々同じ部隊から選抜されているせいもありサブリーダー的存在。階級は中尉。27歳。身長182センチメートル。
U.A.入隊前はボクサーだったため、ボクシングを得意としている。子供からも慕われる明るく陽気な性格だが、最年長だけあって、冷静な判断力も兼ね備えており、推理力も高い。だが、その推理はたまにピントがずれていることもある。赤ちゃんをあやそうとした際に逆に泣かせてしまったことも（吾郎曰く「気持ち悪い顔」だった）。
大好物はラーメンとチャーハンで、餃子は自分で作るのもうまい。特にラーメンの味は油ギトギトのこってり系が好みで、チャーシュー特盛スペシャルをよく食べている。とあるラーメン屋一家にやってきた「ピノキオ（バラピノキラー）」に料理を任せきりだったので、バラピノキラーを倒した後は、ラーメン店本来のラーメンを食べるもまずいと評していた。マルチーワの催眠術にかかって大事な物を持ってこいと命令された際には、萬珍亭というラーメン屋の無料券を大事にしていた。バラペテンを誘き出す変装作戦では着物の女性に扮する。狭い場所が苦手。
『激走戦隊カーレンジャーVSオーレンジャー』では、U.A.O.H.を遊園地と勘違いしたカーレンジャーに、U.A.O.H.の正しい意味を説明した。
- 小笠原猛は第2話のラストを観て、男性は二の線で演じている感じがして、それでは面白くなく個性が出ないと思い、演じる正岡邦夫に対して、「お前は三枚目で行け」と指導し、正岡もそれに食い下がってきたという。

オーグリーン
四日市昌平が変身する戦士。
軽快なフットワークからボクシングを活かした連続パンチを得意とする。また嗅覚も優れている。
三田 裕司（）
フェンシングや器械体操が得意で、跳躍力が高く、アクロバティックな戦いを繰り広げる隊員。階級は中尉。21歳。身長182センチメートル。
バッカスフンドへの復讐を狙うマシン獣、バラリベンジャーの心情に理解を示すクールでのんき者な一面がある一方で、バッカスフンド戦のように怒ると無鉄砲に相手に決闘を申し込む短絡的な面もあり、その情に傾きがちな性格は5人の中で一番幼いとも言える。ジニアス黒田にもその欠点を突かれてパワーブレスを奪われる失態を犯したこともある。一人っ子であり、兄弟の存在を羨ましがる描写も見られ、特に子供に対しては優しい。また自分のことは美青年と思っている。
フランス貴族に育てられた名家のお坊ちゃまらしいが、マルチーワの催眠術にかかって大事な物を持ってこいと命令された際には、残高3,982円の貯金通帳を持ってきた。バラペテンを誘き出す変装作戦では樹里とともに夫婦に扮する。暗い場所が苦手。
一般人に対して少々高圧的で、駐車禁止区域に停めたことを注意された警官に傲慢な態度で接したり、バラペテンの水晶の影響でおかしくなっていた里子から「おじさん」呼ばわりされた時には激怒し、『激走戦隊カーレンジャーVSオーレンジャー』では倒れていた恭介をバラモビルを追っていたとはいえ「どけ！」と踏みつけている。そのことを謝罪もしなかったことから、恭介の怒りと反感を買ってしまったために、オーレンジャーとカーレンジャーの対立の原因の1つを作ってしまう。
- 演じる合田雅吏は、当初「気が強くて現代風」という裕司の役柄の設定がつかめず10話ぐらいまでキャラクター作りを思い悩んでいたが、脚本家の井上敏樹から「自分の思ったことを素直に出せばいい」とアドバイスされ、自身の地に近い演じ方をしたという。また回によってのキャラクター付けのブレに関しても、脚本家や監督によって解釈が代わるため割り切って臨んだという。

オーブルー
三田裕司が変身する戦士。
空中からキックや頭突き、デルタトンファで攻撃する空中殺法を得意とする。また、聴覚も優れている。
- オーブルーのスーツアクターを担当した竹内康博は、長身の合田雅吏とは身長差があったため、アクション監督の山岡淳二から低くポーズをとることで身長差を感じさせないよう指示されていた。

二条 樹里（）
マーシャルアーツの使い手で、サバイバルの心得もある女性隊員。またエアロビクスなどのダンス全般を得意とし、戦闘時においても効果的に利用している。階級は中尉。22歳。身長173センチメートル。
本来は努力家なのだが、時折自信過剰で失敗してしまうこともしばしば。比較的男っぽい性格ではあるがファッションなど美に対するこだわりを持ち、趣味が被るため桃とはこの点ではライバル。また、見た目は大人びているがかわいいものに目がなく、中に爆弾が仕掛けられた人形をそうとは気づかずに基地に持ち込んでしまうなど周囲を危機に陥れそうになったことがあり、裕司に叱られたことがある。
家族構成としては学校教師の姉の崎元晴美がいるほか、実という甥がいる。辛いものが食べられず、料理が苦手。
上記にあるようサバイバルに長けているため過酷な環境でも自分を律する強い精神力の持ち主で、吾郎たちが洗脳されている際に水着姿で孤軍奮闘した。『超力戦隊オーレンジャー オーレVSカクレンジャー』では黄色のハイレグ姿を披露。髪は普段は下ろしているが戦闘面が多い回では髪を留めている。
『激走戦隊カーレンジャーVSオーレンジャー』では、昌平と共にバラモビルの捜索を行い、途中で吾郎と裕司と合流した。
オーイエロー
二条樹里が変身する戦士。
キック力は一撃で相手を数十メートル先へ蹴り飛ばす。また女性戦士ながらパワーにも優れ、バーロ兵を軽々と投げ飛ばす。また戦闘時にはピンクとのコンビネーションを発揮する。味覚も優れており、水をひと舐めしただけで水源を分析することができる。

丸尾 桃（）
中国拳法と合気道が得意。メンバーで一番背が低く、体が柔らかい。階級は中尉。20歳。身長157センチメートル。
東京都墨田区出身の下町育ち。昔の遊びや古い街、浴衣が大好きで夏休みには必ず帰っているようで、そこをバラノイア（バラカッカ）に狙われたこともある。バラペテンを誘き出す変装作戦ではハゲ親父に扮し、加藤茶のギャグを披露した。家族構成では兄がいるが、劇中未登場。ちゃっかり屋だが情にはもろく、感情が態度や表情にすぐ表れ、最終決戦時はブルドントJr.のあどけない姿と、体を張ってその孫の助命を懇願するヒステリアに心を打たれ、敵への戦意を無くした。彼女もいささか自信過剰な性格だが、臆病者でもある。樹里とは自身のスタイルやファッションの趣味で張り合うこともあるが、普段のコンビネーションは抜群。
桜坂小学校卒業生で子どものころの夢は看護師。高い場所と蛇に弱い。
初期のオープニング映像のサンダーウイング操縦シーンで裕司の後ろの席に座り、別機に向かってウィンクしたり、「まぁ襲われちゃうのは結局この美しいあたしよねぇ〜」と言ったり、劇中で茶目っ気を多々見せた。第23話では白の水着姿も披露している。また『超力戦隊オーレンジャー オーレVSカクレンジャー』では、抜群のスタイルでオレンジ色のビキニ姿を披露したこともある。
『激走戦隊カーレンジャーVSオーレンジャー』では、U.A.O.H.南米支部で活動しており、オーレンジャーとカーレンジャーの対決の際には、オーレンジャーが1人欠けている事態となったが、戦闘開始前に駆けつけ、5人揃った。オーレッドがボーゾックに拉致された際には、原因の1つであるレッドレーサーに軍法会議を行うことを告げた。
オーピンク
丸尾桃が変身する戦士。
拳法を活かした投げ技や手刀で戦う。また温度変化や空気の振動に敏感で、索敵能力や皮膚感覚に優れる。

リキ
第26話から登場。6億年前からバッカスフントを取り逃したことで地球を再び襲うことを予測してキングピラミッダーの異次元で永い眠りに就いていた古代人の戦士で、バッカスフンドをただ一人で宇宙に追いやった伝説の英雄。見た目は少年だが、6億歳ということもあり大人びた落ち着きの性格だが、ドリンの危機やバラノイアとの戦いに際しては感情を高ぶらせるなど少年の面も残っている。6億年もの間眠っていたため眠気を催さず、バラグースカの子守唄攻撃への耐性が異常に高い面も見られた。
6億年前に活躍した戦士であることと、ドリン専属のナイトであるゆえ、オーレンジャーとは仲間であっても、同じチームの一員ではない。それゆえか、オーレンジャーと共に変身したのは、最終回のオープニング映像用の冒頭部分のみだった。
変身前でも金色の鎧を纏っているが、第43話でオーレンジャーの七変化作戦に協力した際、女装という形で現代の服装を見せた。
バラミクロンとの戦いでドリンを喪い、バラノイアに地球を占領され、オーレンジャーも地球からいなくなってしまい、自身も変身不能になりながらも、オーレンジャーの帰還を信じて、三浦と共にレジスタンス活動をしていた。

キングレンジャー
リキが変身する戦士。スーツカラーはブラックで、その上に金色のアーマーを付けている。

### 支援者
三浦 尚之（）参謀長
U.A.O.H.参謀長にして超力戦隊指揮官。階級は大佐。45歳。
超力を発見した考古学者でもあり、3年前に古代文明の各種資料を分析して超力を再現し、莫大な費用を世界主要各国が出し合い、人類防衛のために国際空軍とオーレンジャーを創設し、オーレンジャーの強化服を初めとした装備を開発した優秀な物理工学と考古学の権威でもある。精神力も強く、マルチーワの催眠にかからなかった。また、初期のころは眼鏡もかけていた。
一見すると非の打ちどころがないように見えるが、同僚の遠藤中佐や部下の桐野を自身の力のなさや失態で死なせてしまったという重い過去や、赤ちゃんをあやせずに困ってしまうというコミカルな面も描かれた。
オーレンジャー本部がバラノイアの総攻撃で壊滅した際、瓦礫で動けなくなるが、ブルドントが足を運んだ際には辛うじて脱出しており、オーレンジャー帰還の半年間、レジスタンスの指導者として活動し、素手でバーロ兵を倒す姿も見せた。
『激走戦隊カーレンジャーVSオーレンジャー』では、カーレンジャーにオーレッドを敵に奪われた責任を取らせるべく、軍法会議にかける代わりに、カーレンジャーにハードな特訓を行う。

ドリン
キングピラミッダー内で眠っていた古代人の少女。その正体は地球上の超力の源ともいうべき存在。彼女の故郷である超力の故郷には同じ容姿と名を持つ多くのドリンたちがいる。外見同様に性格も幼いが、芯は強い。
超力の故郷から呼び出したクリスタルでバラミクロンを倒すが、直後、マルチーワの放った矢が致命傷となり消滅。これにより、地球から超力は失われてしまう。超力の故郷で傷を癒し、オーレンジャーの心の力で地球の超力が復活したことで全快し、地球に帰還し、リキと再会した。

パク
ドリンが飼っているペット。トカゲに似た姿をしている。「キキキ」と鳴く。リキの危機を救ったこともある。水中を泳ぎ回ることも可能。

ガンマジン
6億年以上も前の超古代から存在する正義の魔神。リキによれば過去に一度だけ現れたらしく、生命体なのか、ロボットなのか詳細は一切不明。鍵に超力の意匠が施されていることから、超力に関係していると思われるが、それすらも不明。普段は神面モードという小さなお面の石像の姿をしており、特定の条件（大抵は子供）に見合った者の前に伝説の鍵を落とし、「ガンマガンマ ドンドコガンマ」という呪文を唱えながら額の鍵穴に差し込み鍵を回すことによって、魔人モードに姿を変えて、伝説の鍵の所持者を主とし、その者の願いを叶える。
前述の通り、鍵を回す際には呪文を唱える必要があるが、最終回では例外的に呪文なしで目覚めている。
マジン一刀流に加え、様々な超能力を使用。背中の装甲はマントにもなる。等身大サイズから巨大サイズになることも可能。
一人称が「拙者」、二人称が「〜殿」と口調がサムライがかっており、「○○でござる」「これこれご両人待たれい!仲良くするのじゃ」などの言葉を話す。妖怪や幽霊の類が極端に苦手という欠点もある。
願い事に関しては融通がきかず、一度了承した願いを叶えるためなら手段は選ばないためオーブロッカーに乗りたいと願った少年の願い事を叶えるために裕司を拐って監禁したり、マシン獣と戦うオーレンジャーを止めてオーブロッカーを渡せと迫るなどその時々の状況が読めないため、その場がめちゃくちゃになることも。だが、願い事の途中でも鍵が別の新しい誰かの手に渡ると願い事を中断し、新しい鍵の現所有者を優先する。その一方で、世界征服のような物騒な願いは「楽しくないから」といって了承せず、目覚めさせた者にだまされた場合は、その者におしおきを加える。このような性質から、基本的には主人の願いに応じてオーレンジャーと共にバラノイアと戦うが、場合によってはオーレンジャーとも戦うことがあった。全ての戦いが終わった後、カイザーブルドントとマルチーワの間に生まれた赤ん坊を引き取りどこかへ去り、伝説の鍵は最終回のラストカットを飾った。
『轟轟戦隊ボウケンジャー』の「全戦隊大全集」では番外ヒーローとして紹介された。
- 玩具としては前作のニンジャマンを踏襲したキャラクターである。金型が二種類存在するため、顔面の形状が玩具の生産工場によって異なっている。
- 最終話に助監督として参加した深作健太によれば、同話監督の長石多可男はガンマジンの鍵を後世に残すというラストシーンを以前から構想していたといい、長石はガンマジンが最終回の真の主役であるとも述べていたという。

### 民間人
ミキオ
第16話より登場。たびたびオーレンジャーとバラノイアとの戦いに巻き込まれる少年で、バラスカンク退治の作戦に参加したり、オーレンジャー基地の最期を見届けるなど、重要な役回りが多かった。
家族構成は母親がいる。

新田一家（）
中盤より登場。普通のサラリーマンである主の一郎（）、妻の里子（）、長女の清美（）、そしてオーレンジャーと親しい長男の豊（）の4人家族。
バラノイアにひどい目に遭わされることが多く、第25話ではマシン獣バラハングリーが平らげた特上生寿司100人前の代金を払わされ、その後もバラノイアにまつわるトラブルにたびたび巻き込まれ、ついにはマシン獣バラペテンに操られマイホームを壊してしまったために引っ越していった。

辺名 小太郎（）
豊の知り合いの辺名ロボット研究所の科学者。豊からは「へんなおじさん」と呼ばれている。マシン獣も研究の対象としてしか見ていない、いわゆるマッドサイエンティストで、特にアチャを分解したがっている。バラハングリーを分解しようとしたり、壊れたバラグースカをゼンマイを動力に改造して復活させるなど、バラノイア・オーレンジャーの垣根無く全てを困惑させている。コチャやオーレンジャーたちは普通に「（へんな）おじさん」と呼ぶのに対しアチャにのみ「辺名さん」と呼ばれている。

## オーレンジャーの装備・戦力
オーレンジャーの力の源はTHエネルギー（）である。これは空気や大地などあらゆる場に満ちる大自然の森羅万象を生み出すエネルギーで、いわゆる「ピラミッドパワー」も、THエネルギーの一種とされる。
元々THエネルギーには生物の細胞を活性化させる作用があるが、ある種の適性を持った人間に限り、THエネルギーによって内在的な力が引き出され、特別な能力を発揮するようになる。この力を超力と呼ぶ。超力は人間の身体能力を30 - 40倍にも高めるほか、様々な超常現象を引き起こし、死者を蘇らせることさえあるという。
Vシネマ『激走戦隊カーレンジャーVSオーレンジャー』では「5人揃わないと超力が全開しない」という裕司のセリフがあるが、テレビシリーズではそのような描写はなく、裕司＝オーブルー1人でバラノイアのマシン獣バラリベンジャーを倒す場面もある。

### 共通装備
パワーブレス
オーレンジャーの変身アイテム。左手首のスーツバックブレスは通信機、右手首のエネルギーブレスにはTHエネルギー吸蔵石であるストレージクリスタルが付いている。両方のブレスのスイッチを同時に起動させることでスーツバックブレスに内蔵されているOHスーツが飛び出し、体中に装着される。超力への適性を持った人間でないと使用することができない。
ストレージクリスタルは治療にも使用することができ、裕司はストレージクリスタルを解して自身の超力をバラリベンジャーに注いでバラリベンジャーのエネルギーを回復させたことがあった。
万が一、敵に壊された時のためにスペア用のブレスが用意されているが、ストレージクリスタルは現品のみで交換ができないとされている。実際、裕司は自分のエネルギーブレスをジニアス黒田に奪われた際、三浦に新しいエネルギーブレスを作ってくれるように頼んだが「ストレージクリスタルは5つだけなので無理」と言われた。
- 玩具開発を担当した野中剛によれば、バンダイが電池ボックスを逆入れ防止設計とする方針になったため、従来の単5電池が使用できず単4電池を用いることとなり、本体が大型化したという。

OHスーツ
U.A.O.H.科学技術開発部がキングスーツについての資料を元に開発したオーレンジャーの強化スーツ。OHとはOver tech Hardware（超技術機器）の略である。特殊サーメットファイバーで作られたスーツ部は、耐熱、耐寒、耐圧に優れており、普通の人間なら大ケガや死亡は免れない大ダメージも大幅に軽減可能で、5人の持つ超力を最大限に引き出せるよう設計されている。通常はパワーブレスの左部のスーツパックブレス内に圧縮収納されている。胸部、腕部、脚部にある古代的にも機械的にも見える模様は、ストレージクリスタルから放出されるTHエネルギーを超力に効率よく変換して全身に配分するコンバーターである。
OHスーツを装着すると急激に体力を消耗する。初めて変身した吾郎以外の4人は変身を解くとフラフラになっていたが、「俺も始めはそうだった」という吾郎のセリフによれば慣れると平気になるらしく、後に5人とも変身を解いても体力を消耗しなくなった。

キングブラスター
ベルトの右ホルスターに収められている標準装備の光線銃。発射される光波エネルギーのビームは60センチメートル四方の鋼鉄の固まりを蒸発させる。
バトルスティック
ベルトの左ホルスターに収められている標準装備の特殊警棒。超力で破壊力を増し、スティック部は2段階に伸び、衝撃波を放つことも可能。
キングスマッシャー
キングブラスターの銃身上部にバトルスティックを合体させたエネルギービームを撃ち出すレーザー銃。キングブラスターの3倍の威力を持つ。この武器でバラクラッシャー（1体目）を倒したこともあるが、マルチーワやバラミクロンには全く通用せずに弾かれた。

### レンジャーアイテム
各自のゴーグル部分に手を当てることで取り出し、それぞれの図形が盛り込まれている5人の専用武器。超力を集中することで必殺技を発動する。スターライザー以外は第2話から登場。
スターライザー
レッド専用の剣型レンジャーアイテム。プラズマ精錬された特殊鋼サーメット製の刃は直径300ミリメートルの鉄柱を真っ二つにする。グリップ部分の星型のエンブレムからは高熱光線スタービームを発射。
ビッグバンバスターの銃身下部を形成。
必殺技は円月殺法を応用した超力エネルギーを集中させ、袈裟懸けに斬る秘剣超力ライザー。バンジージャンプしながら放つバンジージャンプ斬り。高く跳び上がり、猛スピードで落下してスターライザーで敵の頭部を一突きする超力ニードル。

スクエアクラッシャー
グリーン専用の2本の斧型レンジャーアイテム。特殊サーメット製の刃に超力フィールドを発生し、厚さ250ミリメートルの鋼鉄製の扉も破壊する。
ビッグバンバスターのグリップ下部を形成。
必殺技は空中から稲妻を浴びたスクエアクラッシャーで敵をX型に斬り裂く電光超力クラッシャー。

デルタトンファ
ブルー専用のトンファ型レンジャーアイテム。特殊研磨された刃を備えており、直径500ミリメートルの超硬質強化繊維製のケーブルも切断する。
ビッグバンバスターの銃身上部を形成。
必殺技は空中から滑るように進み、突進して超力を漲らせたデルタトンファで敵を切り裂く稲妻超力トンファ。

ツインバトン
イエロー専用の2本のヌンチャク型レンジャーアイテム。スティック部分に超力による衝撃波を発生、大岩をも粉砕する威力がある。
ビッグバンバスターの中央側面部分を形成。
必殺技は全身を竜巻のように回転させながら敵に突進する炸裂超力バトン。ツインバトンを両手で持ち、回転させることで敵の攻撃を跳ね返す旋風超力ウインドミル。

サークルディフェンサー
ピンク専用の盾型レンジャーアイテム。ミサイルの直撃にもびくともしない。円形状で周囲が刃になっているため、斬撃やブーメランとしても使える。
ビッグバンバスターの後部上部を形成。
必殺技は超力を集中させたディフェンサーを構えながら体当たりする疾風超力ディフェンサー。前方に構えながら、フリスビーのように投げ、遠方の敵を切断するディフェンサーアタック。
- 『海賊戦隊ゴーカイジャー』第31話に登場したサークルディフェンサーは、本作品当時のものを流用している。

ビッグバンバスター
レッドのキングスマッシャーに5人のレンジャーアイテムを合体させたエネルギー砲。キングスマッシャーの5倍の破壊力と1,000メートルの射程距離を誇る。巨大マシン獣のバラソーサーを撃破して以降、ジャイアントローラー投入までは決め手として使われていき、バラハッカーに破られた後も使用され、バラベイビーとバラアイビーを倒した。

### 共通能力
超力パンチ
一撃で厚さ50ミリメートルの鉄板を破壊する。
超力キック
太さ100ミリメートルの鉄柱をへし折る。
超力ジャンプ
15メートル前後の跳躍が可能。
超力ダッシュ
100メートルを3.3秒で走行することができる。
超力手刀
レッドやピンクが使用するチョップ。
超力シュート
イエローやピンクが使用する投げ技。

### 得意技
超力スターダッシュ
オーレッドの技。全身に超力をたぎらせて突進し、コンクリートの壁を打ち破る。

爆裂ミラージュナックル
オーグリーンの技。拳に超力を集中させ、高速でパンチを連打する。
フライングパンチ
オーグリーンの技。昌平がボクサー時代、岩島トレーナーの下で特訓した際に編み出し、空中から勢いをつけてパンチを繰り出すが、あまりに強力なため、負担は大きい。バラボクサーを倒すも、自身の右腕を痛めてしまい、一時戦線離脱を余儀なくされてしまった上、巨大化後のバラボクサーに技をコピーされ、レッドパンチャーの敗退に繋がってしまった。
超力ハードパンチ
オーグリーンの技。全身の筋力を用いて打ち出すアッパーカット。

激突ローリングボンバー
オーブルーの技。自らの体を空中で高速回転させた後、両腕を×字に組んで、敵に体当たりする。
超力ローリングパンチ
オーブルーの技。空中回転で勢いを加えて放つパンチ。
超力スカイキック
オーブルーの技。超力ジャンプから落下する勢いで放つキック。
超力スカイラン
オーブルーの技。バーロ兵の肩の上を飛び回りながら連続攻撃を行う。

光速スプラッシュイリュージョン
オーイエローの技。両足にエネルギーを集中させ、連続回転キックを繰り出す。
超力フライングキック
オーイエローの技。全身を回転させてドリルのようにキックを放つ。

閃光ミラクル気功弾
オーピンクの技。精神を統一させ、両手に超力を集めエネルギー弾を気功波のように撃ち出す。
超力打ち
オーピンクの技。合気道の応用で平手打ちを放つ。

### キングレンジャーの専用装備
キングブレス
キングレンジャーが両腕に装備している変身ブレスにしてパワーブレスの原型。ストレージクリスタルよりも多くの超力を秘めるキングクリスタルと呼ばれる専用クリスタルを使用。パワーブレスとの通信も可能。
キングスーツ
OHスーツの原型でもあるキングレンジャー用強化スーツ。超古代文明によって作られた、特殊金属繊維カイザーメタル製のスーツで、機能的にはOHスーツと同じだが、出力はそれを上回る。
キングテクター
キングレンジャーが装備している、カイザーメタルと金の合金製アーマー。胸部のキングテクター、上腕部のキングアームレット、脚部のキングアンクレットで構成される。ミサイル5 - 6発の直撃も平気な上、OHスーツを上回る量の超力を吸収する。また、バリアを張ることが出来るほか、敵を吹き飛ばす衝撃波も発生させる。
キングスティック
キングレンジャー専用の万能杖。レンジャーアイテム同様、ゴーグルに手を当てることで取り出す。地球へ帰還した直後、ドリンがリキに与えた。
先端からは衝撃波やエネルギー弾を発射。ピラミッド型バリアの展開やワープ機能も持ち、治療光線（未使用）も放てる。下部の刃を下にスライドさせることで剣として使うことが可能で、敵に突き刺す超力ニードル、袈裟懸けに振り上げて敵を斬る超力スラッシュが必殺技。
王の字型のグリップエンドを左右に展開すれば、ビーム砲となり、内部の赤い球体に超力を集中し、そこから超力ビームを連射する必殺技キングビクトリーフラッシュはタコンパス5機を一瞬に撃墜させる威力を持つ。キングビクトリーフラッシュは単発での発射も可能であり、バラミクロン戦で使用したが、バラミクロンには通用しなかった。バラスカンク戦では、竜巻を起こしてエネルギーを放射しながら高速回転し、ガスを跳ね返すキングトルネードを使用。

### ガンマジン専用装備
伝説の鍵
ガンマジンの封印を解くと同時に主の証でもある伝説の鍵。鍵には超力の意匠（オーレンジャーのエンブレム）が施されている。
マジンサーベル
ガンマジンが持つ巨大剣。マジン一刀流という7種類の剣技があり、登場のたびに一の太刀、二の太刀…と変化する。
一の太刀
刀身から電撃を放ち、感電させる。
二の太刀
刀身から破壊ビームを発射。
三の太刀
刀身の先から高熱弾を連続発射する。
四の太刀
刀身から敵を空中に浮かべる反重力光線を放射する。
五の太刀
刀身から放つ電撃ビームで敵の動きを封じる。
六の太刀
必殺の縦斬り。この技でバラガードを倒した。
七の太刀
刀身から光線を放ち、その状態のまま剣を振って物体を破壊する。
マント隠し
マントで自分や仲間を包み、姿を見えなくする。
破壊光線
目から放つ破壊光線。普段は使用されない。
治療光線
重傷を負った人たちの傷を回復させる白い光線。
復元光線
指から放つ、壊れた物を直す黄色い光線。『オーレVSカクレンジャー』で使用。

### 合体技・必殺武器
ジャイアントローラー
第10話から登場。ジャイアントシューターから発射される対マシン獣用の巨大ローラー型兵器。車輪の直径は2.5メートル。
スカイフェニックスに運搬されて投下。ローラー内部にオーレッドが乗り込み、「ジャイアントローラーシュート」の合図で射出。目標を捕捉し、オーレッドが「アタック」の掛け声と共にコンソールのスイッチを押し、ローラーを赤い発光状態に変化させて、そのまま目標に突撃する。
目標までの距離が2,000メートル以内なら確実に命中する。1分間に1万回回転する。そのスピードは初使用相手のバラハッカーでも分析できないほどに速い。搭乗者は激突と同時に脱出を行うが、脱出の技術はオーレッドしか持っていないため、事実上、オーレッドの専用武器になっている。バラリベンジャー戦ではオーブルーがオーレッドに懇願して使用するも、自身もダメージを負い、変身が解除された。
オーレッドを乗せた状態でスカイフェニックスより投下、着陸と同時に台座から打ち出されるジャイアントローラースカイシュートは、巨大マシン獣にもダメージを与えられる威力を持つ。バラデビル相手に使用した。
- 玩具開発を担当した野中剛は、玩具コンセプトとしてかつてポピーが発売したオートバイスタントを再現した玩具「チャレンジマシーン」をイメージしたことを述べている。また、野中はパワーレンジャーシリーズでの海外展開も見越してダイナミックなアクション玩具としたが、パワーレンジャーでの玩具は発売されなかった。

超力ダイナマイトアタック
5人が体を超力で包んで高速回転し、5つの光の玉になった後に1つに集まり、突撃する荒技。バラクローズ戦で初使用し、バラナイトメア戦やバラガード戦、カイザーブルドント夫妻との決戦でも決め手になった。
オーレバズーカ
第25話から登場。U.A.O.H.科学班と三浦参謀長によって開発されたレッドパンチャーの腕部に酷似した形状をしている対マシン獣用高出力バズーカ砲。ストレージクリスタルの50倍以上の超力エネルギーを吸蔵する、5つのハイパーストレージクリスタルをオーレッドの「ハイパーストレージクリスタル・セットオン」の指示でマガジン部に装填して全エネルギーを集約させ、オーレッドの「チャージ」と「オーレバズーカ」、オーレッド以外のメンバーの「オーレ」の掛け声の後に、オーレッドがトリガーを操作し、全員の「ファイヤー」の掛け声と共に5人の超力とクリスタルを発射する。その威力はバラクティカを一瞬で消滅させることができる。
『海賊戦隊ゴーカイジャー』第31話にもオーレンジャーの大いなる力として登場。撮影用プロップは新規造形だが、ハイパーストレージクリスタルは本作品当時のものを流用している。
超力バリア
5人でスクラムを組んで超力エネルギーのバリアを張る。
ビッグバン掃除機
ビッグバンバスターの体制で用いる掃除機。バラハングリーのカビを吸引した。
超力フラッシュ
5人で全身から閃光を発し、相手の目を僅かだけ眩ませる。バラナイトメアの幻覚攻撃を破る際に使用した。
アツアツホットスパーク
オーピンクとガンマジンがバトルスティックとマジンサーベルを交差させて放つ光線。

### その他
怒りと憎しみの人面剣
キングピラミッダー内の秘密の部屋に眠っていた。一度手にすると超パワーを発揮するが、同時に本能の赴くままに狂暴化してしまう。パワーブレスを破壊され、絶体絶命の危機に陥ったオーレンジャーを救うべくリキが使用した。
超力のクリスタル
バラミクロンの暗黒素粒子で変身不能に陥ったリキを救うため、ドリンが超力の故郷より召喚した超エネルギー物体。暗黒素粒子で機能停止しているキングピラミッダーを復活させた後、クリスタルは超力増幅装置の光を受けて、バラミクロンに突撃して消滅させた。

### メカニック
ジェッターマシン
オーレンジャーの地上移動用および戦闘用オートバイで、それぞれゴーグルのマークの形がカウル部分となっている。ストレージクリスタルをキーとし、THジェネレーターエンジンを始動させる。車体後部のターボブーストシステムで最高時速300キロをマークし、15メートルのジャンプ力を発揮する。変身前でも使用可能。個々の名称は「色名+ジェッター」となる。
劇場版では5台のジェッターマシンの並走シーンのみでオープニング映像が構成されている。Vシネマシリーズではマシン獣の攻撃で操縦不能になった挙句破壊されたり、レッドと一緒にバリバリアンに強制連行されたりと散々な扱いを受けている。
サンダーウイング
U.A.の主力戦闘機。また、オーレンジャー所属機と通常部隊の所属機では塗装が異なる。外形・コクピットは現用ジェット戦闘機と同様のSF色のないデザイン。武装はAAM（空対空短射ミサイル）のみだが、強化型のオーレンジャー所属機の先端にはバルカン砲と三浦参謀長が開発した超力砲が搭載されている。
基本的には吾郎機は一人乗りで、吾郎以外は二人乗りで用いることが多い（主な組み合わせは昌平と樹里、裕司と桃）。吾郎機はレッドジェッターも搭載しており、空中投下することも可能。
- 特撮監督の佛田洋は、第7話までロボットが登場せず派手なシーンがないため、序盤でサンダーウイングなどの活躍する特撮シーンが増えたと述べている。

U.A.一般装備
輸送ヘリコプター
第1話と第2話で移動手段として用いられた。最高時速は800キロメートル。物資やU.A.隊員の輸送が主任務。ジェット噴射による高速飛行が可能。初期オープニングにも登場。
U.A.ビハイクル（国際空軍専用車）
2人でのパトロールや長距離移動に用いられる。黒と青の2種類のワゴン車を使用。
U.A.オフローダー
オープンカータイプのジープ。最高時速は100キロメートル以上。主に野外活動で使用される。第7話で三浦救出に赴いた際には、オーレッドが運転した。

### 超力モビル
第6話・第7話から登場。5人がそれぞれ操縦する高性能メカ。超力の5つの超古代遺跡に刻まれた伝説上の聖獣や古代の神像をモチーフに建造している。多くの場合はスカイフェニックス、そして後述する牽引形態のタウランダーとレオローダーによるチャリオットフォーメーションで出撃するが、牽引されている2機も単独での走行は可能。当初は三浦参謀長が開発していたが、彼がバラノイアの手中に落ちてしまい、最終的にオーレンジャーの5人がマニュアルに従って完成させた。搭乗者の内在的な力がTHエネルギーによって引き出され、超力を発揮できるように設計されている。操縦席にストレージクリスタルを装着することで性能が上昇する。これら5機はオーレンジャーロボへの合体機構を持つ。コクピットの後方の丸いパネルにはそれぞれ個人の超力のマークが描かれている。
スカイフェニックス
レッドが操縦する不死鳥型戦闘機。超力の古代遺跡のピラミッドに刻まれたフェニックス（不死鳥）がモチーフ。
武器は嘴部分から発射する光線。第16話の全超力モビル一斉射撃時に初使用した。ジャイアントローラーの運搬も行う。
オーレンジャーロボのヘッドモード（顔と背中）を形成。臀部はウイングヘッドのヘルメットになる。
グランタウラス、ドグランダーと共に第7話から登場。第15話では単機で出撃した。
グランタウラス
グリーンが操縦する猛牛型メカ。超力の古代遺跡の神殿に刻まれたバッファロー（猛牛）がモチーフ。
武器・技は2本の角から発するタウラスビーム。2本の角を用いた突進攻撃タウラスアタック。第16話では本部のコンピュータと連動した分析装置を使い、ジュンのペンダントの解析を三浦に頼んだ。
オーレンジャーロボのミドルモード（腹部）を形成。頭部はホーンヘッドのヘルメットになる。
ダッシュレオン
ブルーが操縦するライオン（スフィンクス）型メカ。超力の古代遺跡のライオン型石像がモチーフ。
武器・技は額の上下の銃口から発射するレオンショット。噛み付き攻撃のレオンクラッシュ。
オーレンジャーロボのアームモード（胴体と腕）を形成。鬣はグラビトンヘッドのヘルメットになる。
初登場した第6話では未完成ながらも稼動状態にあり、モアローダーと共に出撃し、バラセパレートと交戦するが、未完成だったことやバラセパレートの戦闘力との差もあり苦戦した。
ドグランダー
イエローが操縦する土偶型四輪車両。超力の古代遺跡の遮光器土偶型石像がモチーフ。
武器は上部側面に一門ずつ装備している速射砲ドグバルカン。側面に一門ずつ装備している大口径ビーム砲ドグバズーカ。下部のハッチの中にはタウランダー用の2本の鎖を備えている。
オーレンジャーロボのボトムモード（左足）を形成。ドグバルカンはバルカンヘッドのヘルメットになる。
モアローダー
ピンクが操縦するモアイ像型四輪車両。超力の古代遺跡のモアイ型石像がモチーフ。
武器は上部に装備した大型砲モアキャノン。側面に五連装ずつ計十連装装備しているミサイルモアランチャー。下部のハッチの中にはレオローダー用の2本の鎖を備えている。
オーレンジャーロボのボトムモード（右足）を形成。モアキャノンはキャノンヘッドのヘルメットになる。
初登場した第6話では未完成ながらも稼動状態にあり、ダッシュレオンと共に出撃。
チャリオットフォーメーション
タウランダーとレオローダーが並ぶ移動形態。最高速度は時速150キロメートル。
タウランダー
グランタウラスが特殊チェーンでドグランダーを牽引する際の走行形態。
レオローダー
ダッシュレオンが特殊チェーンでモアローダーを牽引する際の走行形態。

### ブロッカーロボ
第33話から登場。5人それぞれに配備された巨大中型ロボ。各オーレンジャーのパーソナルマークを模した姿をしている。UFOに着想を得たメガイオノエンジン搭載。バラノイアの超マシン獣侵攻において、トロイの木馬作戦を決行。パーソナルマークを模した象形岩に擬態した状態で外に待機し、それが神様からのプレゼントという噂を聞いたヒステリアの案で強奪される形で超マシン獣製造基地に潜り込み、超マシン獣製造基地と超マシン獣を一掃した。
レンジャーアイテムとキングスマッシャーを手持ち武器とし、胸部からはビームを発射。合体技として、5体が胸から同時にビームを発射するブロッケンファイヤーがある。
陸海空に加え、宇宙活動も可能。
レッドブロッカー
レッド専用ブロッカーロボ。
得意技は頭突き攻撃のスターヘッドアタック。
オーブロッカーの胸部を構成。
超バラミサイラー戦では宇宙戦を繰り広げ、巨大スターライザーで倒した。
グリーンブロッカー
グリーン専用ブロッカーロボ。
水中を高速で潜行する。得意技は体当たりのグリーンボディアタック。
オーブロッカーの脚部を構成。
超バラドリル戦とオンブオバケ戦では海中戦を行い、パンチで超バラドリルを倒している。
ブルーブロッカー
ブルー専用ブロッカーロボ。
得意技は空中回転キックのブルーキック。
オーブロッカーの腰部・大腿部を構成。
超バラソーサー戦では空中戦を繰り広げ、キングスマッシャーで倒した。巨大バッカスフンドに単独で挑んだ際には惨敗を喫する。
イエローブロッカー
イエロー専用ブロッカーロボ。
得意技は回転蹴りのイエロースピニングキック。胸部から発射する10万ボルトの超高電圧ビームイエローライトニングフラッシュで倒した。
オーブロッカーの頭部・両腕を構成。
超バラクラッシャー戦ではピンクブロッカーとのタッグで挑み、イエローライトニングフラッシュとピンクインパクトウェーブの同時撃ちで勝利。
ピンクブロッカー
ピンク専用ブロッカーロボ。
得意技はピンクスカイラインチョップ。胸部から発射する強力衝撃波ピンクインパクトウェーブで倒した。
オーブロッカーの足を構成。
超バラクラッシャー戦ではイエローブロッカーとのタッグで挑み、ピンクインパクトウェーブとイエローライトニングフラッシュの同時撃ちで勝利。

### 巨大ロボ
- 戦隊ロボの登場数は、本作品の放送時点で歴代最多であった[1]。ロボットが多数登場した理由についてバンダイの野中剛は、海外展開の『パワーレンジャー』対策として、日本とアメリカの市場の差を縮める意図があったのではないかと推測している[73]。

オーレンジャーロボ
第7話から登場。5台の超力モビルが超力合体した超力ロボ。「オーレンジャーロボ、オーレ!」の合図で戦闘開始する。歴代の戦隊の1号ロボの中で一番の高さを有している。THエネルギーで動くTHエンジンを搭載。各超力モビルが搭載しているヘッドパーツを、メインパイロットの特性に合わせて換装するヘッドチェンジシステムを有する。宇宙空間を航行することも可能。合体システムを含む5体の超力モビルのデータは、21もの複雑なパスワードでブロック・保管されている。
第19話でバラビルダーに敗北した際には、復旧に目処が立たないほどに損傷。以降は完全ではないものの稼働できるようにはなり、第20話ではレッドパンチャーのボクシングの特訓に協力。第21・22話ではリハビリのためのエクササイズや球技を行い、完全に復活。第45話でオーレンジャー本部がバラノイアの総攻撃で壊滅する中、三浦の手でタックルボーイと共に、超力増幅装置の地下室に隠された。第48話では巨大化したカイザーブルドント夫妻との最後の決戦のために出撃した。
『激走戦隊カーレンジャーVSオーレンジャー』ではボーゾックに捕らわれたオーレッド救出のため、カーレンジャーが操縦してバリバリアンに赴いた。テレビシリーズとはコクピットの形状が微妙に異なっている。
- モールドは古代遺跡を連想させるものとなっている。
- プレックスの大石一雄と加藤大志によれば、"超力"のモチーフの難しさからデザインが難航し、当初はゴーグルのモチーフをそのままロボットにする案も考えられていた。こちらのデザインは後のオーブロッカーに活かされているという。そのため、メカデザイナーの阿久津潤一に外部ブレーンとして参加してもらい、チャリオットモードは阿久津のアイデアである。
- 玩具ではPL法の施行に伴い、メッキの剣は本作品が最後となった。

ベースヘッド
基本形（額の紋章以外飾りのない灰色の頭部となっている）。設定上は基本形だがこの形態で敵と戦闘することはない。
ウイングヘッド
レッドをメインとした形態。剣撃を主体とする基本形態で、レッド以外も操縦を行う。武器は回転する冠を鍔としたスーパークラウンソード。必殺技はスーパークラウンソードの刀身を発光させて、上から下に切り裂くクラウンファイナルクラッシュ。
ホーンヘッド
グリーンをメインとした形態。パワーを重視している。主な技は頭部の角から放つ1万ボルトの電流技超力タウラスサンダーと角を用いた頭突きのタウラスダイブ。
下記の3形態同様に第8話から登場。
グラビトンヘッド
ブルーをメインとした形態。スピードを重視している。主な技は額から放つ重力光線超力レオンビームと超重量級パンチレオンパンチ。
バルカンヘッド
イエローをメインとした形態。空中攻撃も行い、バルカン部分の噴射によって飛行も可能。主な技は頭部左右のバルカン砲から光弾を連射する超力ドグバルカンと飛蹴りのドグスカイキック。ドグバルカンは逆噴射も可能であり、バラミサイラーの手で太陽に落とされた際には、拘束用の鎖を超力タウラスサンダーで破壊した後、ドグバルカン逆噴射で太陽から脱出し、地球に帰還した。
キャノンヘッド
ピンクをメインとした形態。一撃必殺の短期戦を行う。主な技は頭頂部のキャノン砲から破壊光弾を発射する超力モアキャノンと高速回転して強風を起こすモアトルネード。

レッドパンチャー
第19話から登場。ボクサー型巨大ロボ。1997年にオーレンジャーロボよりも先に建造されたプロトタイプでもある。頭部はオーレッドをモチーフとしている。THバーンエンジンを搭載する。ダイヤモンドの7倍の硬度を誇るチタニウム合金製の拳レッドナックルによるパンチ力は1 Mt / 立方 cm。
製造された当初、バラノイアが地球に侵攻しつつあることを知った桐野俊平少尉がテストパイロットとなって試運転として独断で動かすが、当時の三浦は超力の合成に成功して間もなかったために超力の制御に失敗し、機体は暴走した末に地中に埋もれ、桐野はコクピットから放り出されて死亡してしまったため、封印されていた。それから2年後、オーレンジャーロボがバラビルダーに敗北したことに呼応したかのようにオーレンジャー本部のコンピュータからデータが出現。オーレッドが乗り込むも以前のように暴走してしまうが、桐野の魂の導きを受けたオーレッドの意思を感じた超力が注がれたことにより、制御された。以降はオーレッドの専用機となり、出動要請を受けると、基地に用意された射出砲台から撃ち出される。操縦にはボクシングの技術を応用するため、吾郎は昌平にボクシングを教えてもらい、後述のマグナパンチャーも使用可能になった。
ピストン運動する両腕からのパンチ攻撃を主体とし、顔の星型部分からは洗浄光線にもなるスタービームを発射。
必殺技は両手首のガトリング砲からプラズマエネルギーの超高圧熱光弾を連射するパンチャーガトリング。空中できりもみ回転しながら両手首をピストン運動させて、1分間に3,000発の連続パンチを決めるマグナパンチャー。
第45話のバラミクロン戦ではオーグリーンが操縦して、奇襲攻撃を仕掛けるも、暗黒素粒子により機能停止。バラノイアに鹵獲され、オーブロッカーと共に特殊金属の壁に閉じ込められたが、第48話で三浦とキングレンジャーとガンマジンの手で奪還された。
- 玩具「電動パンチアクションDXレッドパンチャー」ではピストンが腕に内蔵されており、電動によるパンチを繰り出す。

バスターオーレンジャーロボ
第22話から登場。オーレンジャーロボとレッドパンチャーが超砲撃合体した巨大ロボ。背中合わせに合体し、前後逆になったレッドパンチャーの頭部はヘッドギア、両腕は肩の砲台にもなる。当初はレッドパンチャーに内蔵されていた合体用パスワードを記録したメモリーチップの紛失により合体できなかったが、基地のコンピューターから改めてパスワードを入力したことで合体可能となった。
武器はレッドパンチャーの腕が変形した両肩部左右のパンチャーキャノン。
必殺技はパンチャーキャノンからエネルギー弾を交互に連続発射するビッグキャノンバースト。
第22話から第25話までの登場であり、第2クールにしか登場しなかったが、スーパー戦隊Vシネマ作品の『超力戦隊オーレンジャー オーレVSカクレンジャー』には登場した。
- 企画時はオーレンジャーロボジョイントフォーメーションという名称だった。

キングピラミッダー
第26話から登場。超古代文明科学（パンゲア文明）の超古代人によって建造されたピラミッド型巨大要塞。THバーンエンジンの100倍近い出力の駆動機関を持ち、宇宙空間や亜空間を航行することも可能。装甲は超金属シュラインメタル製。神殿全体で莫大な超力を吸収できる。内部には手にした者を狂暴化させる"怒りと憎しみの人面剣"が眠っている秘密の部屋もある。6億年もの眠りについていたがバラノイアを倒すべく、リキとドリンと共に復活した。キングレンジャーが「キングピラミッダー」と叫びながらキングスティックを掲げることにより召喚される。
普段は普通のピラミッドと変わらない外見をしているが、キングレンジャーの指示により、メカニカルな形状をしたピラミッドフォーメーションに変化。キングクリスタルを操縦席に差し込むことで戦闘を開始。ピラミッドの頂上のクリスタルから光線を発射する。必殺技は頭頂部から発射した光線からの衝撃波スーパーバーンウェーブ。初登場は第27話。
現代の超力戦士たちであるオーレンジャーが使用する巨大ロボとの合体も可能で、超力モビルとレッドパンチャーに分離したバスターオーレンジャーロボを甲板に搭載した際は地上戦艦形態キャリアフォーメーションになり、ピラミッドの階段が裏返って拳となり、超力モビル（もしくは、オーブロッカー）+レッドパンチャーを格納（合体）した際は巨神形態バトルフォーメーションに変形する。初めてこの状態になる直前、各マシンに重なる形で「王」マークが3つ出現した後一つに重なり、三浦を驚かせた。どちらの形態も第28話から登場。
キャリアフォーメーションはキングレンジャーの「キングピラミッダー・キャリアフォーメーション」の合図と共に合体。前部にタウランダーとレオローダー、中央部にスカイフェニックス、後部にパンチャーキャノンを展開したレッドパンチャーを搭載。甲板上の機体の武器は20倍以上になる。必殺技はチャリオットフォーメーションの各武器を超力で強化し、突進しながら全武器を発射するスーパーユニゾンファイヤー。テレビシリーズでは第28話のみの登場となり、『超力戦隊オーレンジャー オーレVSカクレンジャー』に登場した際はバトルフォーメーションから変形した。
バトルフォーメーションはオーレッドの「キングピラミッダー・バトルフォーメーション」の合図と共に合体。超力モビルまたはオーブロッカーは背中に格納し、パンチャーキャノンを展開したレッドパンチャーは頭部を外して背中の台に載せる。反重力フィールドによって数メートル浮遊して移動する。必殺技は胸の四角形結晶と背中のパンチャーキャノンの部分から敵母艦50隻編隊を消滅させる威力の超高熱・高圧プラズマビームを放つスーパーレジェンドビーム。バトルフォーメーションを操縦する際は超力モビルとキングピラミッダーのコクピットから行うが、第41話以降はキングピラミッダー側のコクピットに全員集合して行うようになった。あまりにも巨大であるため、大抵の敵は巨大化してもこれに太刀打ちすることはできず、最終最強の敵であるカイザーブルドント夫妻ですら、その威容には全く抵抗できないまま敗れ去るなど、テレビシリーズでは無敗を誇る。だが、『超力戦隊オーレンジャー オーレVSカクレンジャー』ではオンブオバケに攻撃が一切通用せず、唯一の黒星となった。
- デザインを担当したプレックスの大石一雄は、キングピラミッダーの図面を引いている途中でモールドが非常に多いため体調を崩している。
- バトルフォーメーションに変形する際には、巨大感の記号として、乗った砂が立ち上がる際に落ちるようにしている。
- 玩具「超巨大DXキングピラミッダー」は、キャリアフォーメーションが約680ミリメートル、バトルフォーメーションが約490ミリメートルと、歴代戦隊ロボで最大のものである。玩具開発を担当した野中剛によれば、全身をまともに造形するとコストが高騰し、重量も肥大化するため背中を大きく空けた構造となったが、そのため強度が不足し、落下すると一部のパーツが脱落する仕様となった。

オーブロッカー
第34話から登場。5体のブロッカーロボが超重合体した高い機動性を持つ機動ロボ。合体前後関係なくレッドパンチャー射出砲台で出撃する。イオンエンジンと超力システムを融合したメガイオノエンジンで駆動する。AIが搭載されており、操縦者であるオーレンジャーと一心同体となり、最高レベルの超力によって本来の力を発揮する。その戦闘能力は最終決戦において、三浦から「オーブロッカーなしでは勝つことはできない」と言わしめたほど。
主装備は鍔がオーレンジャーのエンブレムになっている2本1組の剣ツインブロッケンソードで、刀身からは高圧電流のツインブロッケンサンダーを放電する。頭部のV字部分から破壊ビームを発射。初陣となったバッカスフンド戦では分離・再合体による回避・翻弄も行った。
必殺技はツインブロッケンソードを一つに合わせることで長大な光の剣を形成し、そのままエネルギーを集中させて一直線に斬り裂くツインブロッケンクラッシュ。手応えを感じた後、剣を十字状にし、右の剣を上から下に下げて、鍔同士をぶつける。
第45話でバラミクロンに敗北した上、バラクティカに機体を解析されたことで、オーレンジャー本部の場所も知られることになり、本部は壊滅させられてしまう。その後はレッドパンチャーと共に特殊金属の壁に閉じ込められていたが、第48話で奪還に成功。キングレンジャーが操縦して、最終決戦に参加した。
タックルボーイ
第36話から登場。オーブロッカーの支援のために開発された対巨大マシン獣用サポート用巨大ロボ。車輪型のホイールモードからロボットモードに変形。AIによる自動操縦で動き、少年を意味するボーイの名の通り、愛嬌のある行動もとる。武器は持たないが、小柄なボディを活かしての軽快な動きを駆使して戦う。出撃時には、ホイールモードの状態でレッドパンチャー射出砲台から射出される。
必殺技はオーブロッカーの手でホイール形態をボウリングのように投げてもらった後、ロボットモードに変形して、マッハ1のスピードと全身に炎のようなオーラを纏っての体当たり攻撃ダイナマイトタックル。初陣のバラスカンク戦では高速回転して、バラスカンクの原子分解ガスを弾き返す技も使用。オンブハグルマ戦では、オーブロッカー、オーレンジャーロボ、レッドパンチャーでオンブハグルマを囲んだ陣形からホイールモードを連続でパスすることで、エネルギーフィールドを展開し、オンブハグルマを翻弄して隙を作った。
第45話でオーレンジャー本部が総攻撃を受ける中、三浦の手でオーレンジャーロボと共に地下に隠された。最終決戦では苦戦するオーレンジャーロボにカイザーブルドントとマルチーワに奇襲でのダイナマイトタックルを行って援護し、流れをオーレンジャー側に傾けた。
- 企画当初のラフデザインでは、小型ロボットでオーレンジャーたちの掌に入る手持ち武器となっていた。その名残りとして回転しながらロボットになるというアイデアとなった。

### スペック
ロボットの身長設定はシリーズ他作品よりも大きいものとなっている。
| 名称                                             | 全長       | 全高             | 全幅         | 重量       | スピード |
| ------------------------------------------------ | ---------- | ---------------- | ------------ | ---------- | -------- |
| スカイフェニックス                               | 30.4 m     | 12.3 m           | 翼長：54.6 m | 1,000 t    | マッハ5  |
| グランタウラス                                   | 30 m       | 21 m             | 18.6 m       | 1,800 t    | 200 km/h |
| ダッシュレオン                                   | 29 m       | 24 m             | 16.8 m       | 1,500 t    | 220 km/h |
| ドグランダー                                     | 31.5 m     | 47.7 m           | 19.4 m       | 2,100 t    | 80 km/h  |
| モアローダー                                     | 31.5 m     | 47.7 m           | 19.4 m       | 2,100 t    | 80 km/h  |
| キングピラミッダー（ピラミッドフォーメーション） | 50 m       |                  | 75 m         | 測定不能   |          |
| キングピラミッダー（キャリアフォーメーション）   | 140 m      | 150 km/h         | 75 m         | 測定不能   |          |
| タックルボーイ（ホイール形態）                   | 直径：17 m | ドレッド幅：10 m | 2,500 t      | 1.2秒/1 km |          |
| ジェッターマシン                                 | 2.3 m      |                  | 140 kg       | 300 km/h   |          |
| サンダーウイング                                 | 25 m       | 21 m             | 28 t         | マッハ2    |          |

| 名称                                         | 全高             | 全幅   | 重量     | スピード    | ジャンプ力 | 出力        |
| -------------------------------------------- | ---------------- | ------ | -------- | ----------- | ---------- | ----------- |
| オーレンジャーロボ                           | 78.5 m           | 65.5 m | 8,500 t  | 9.9秒/1 km  | 1万 m      | 2,500万馬力 |
| レッドパンチャー                             | 70 m             | 60 m   | 6,000 t  | 10.3秒/1 km | 8,000 m    | 2,800万馬力 |
| バスターオーレンジャーロボ                   | 80 m             | 65.5 m | 14,500 t | 12.3秒/1 km | 6,000 m    | 7,500万馬力 |
| キングピラミッダー（バトルフォーメーション） | 102 m            | 75 m   | 測定不能 | 65 km/h     |            | 測定不能    |
| オーブロッカー                               | 80 m             | 45 m   | 8,000 t  | 9.3秒/1 km  | 9,000 m    | 3,500万馬力 |
| レッドブロッカー                             | 40 m             | 30 m   | 2,000 t  |             |            |             |
| グリーンブロッカー                           | 40 m             | 30 m   | 2,000 t  |             |            |             |
| ブルーブロッカー                             | 35 m             | 25 m   | 1,000 t  |             |            |             |
| イエローブロッカー                           | 35 m             | 20 m   | 1,000 t  |             |            |             |
| ピンクブロッカー                             | 35 m             | 25 m   | 2,000 t  |             |            |             |
| タックルボーイ                               | 34 m             | 28.5 m | 2,500 t  | 8.5秒/1 km  |            |             |
| ガンマジン                                   | 50 cm - 最大90 m | 60 m   | 2万 t    | 0.01秒/1 km |            |             |

### 施設
オーレンジャー基地
「オーレンジャー本部」「超力基地」とも呼ばれている。国際空軍組織U.A.の極東支部とは別の場所、日本アルプスの山中近くに極秘裏に設置されている。メインルームをはじめ、雪山にカモフラージュした、サンダーウイング・超力モビルの発進ゲートや巨大ロボ発射用の砲台、緊急の際の発進ルートなどが設けられている。三浦のプライベートルームもある。地下15階の最深部には超古代文明の遺跡があり、遺跡が吸収した自然界のエネルギーは超力増幅装置を通すことでTHエネルギーに変換される。
第45話でオーブロッカーから基地のデータを割り出したバラノイアの総攻撃を受けて壊滅。残されたオーレンジャーロボとタックルボーイは超力増幅装置のある部屋の地下に隠された。

## マシン帝国バラノイア
地球を支配し、人間を奴隷にしようと企む冷酷無比な機械生命体の帝国。古代地球文明が作り出した一体の機械生命体を始祖として設立した。住民はマシン獣と呼ばれる種族。外宇宙にあるバラノイア星を本土としているほか、ドローラ星などの他惑星にも侵略の手を伸ばしている。帝国には人間や動物などの有機生命体は一切存在せず、無機物のみによって構成されているが、アチャやマルチーワ、ケリスなど一部は人間の姿に化けることができる。繁殖方法は文字通り「作る」ことであり、解っているだけで夫婦の性能を組み合わせた次世代を作るか、作戦の都合で作られた者がそのまま一般市民扱いされている。
皇帝自らが地球侵攻の総指揮を執っており、月の裏側の巨大な月面基地に常駐している。その基地から直径1,000メートルの巨大戦闘母艦バラクティカに乗せて、マシン獣や戦闘機タコンパスを出撃させる。
第45・46話において、バラミクロンの暗黒素粒子の力であらゆる機械を狂わせていき、オーレンジャーとキングレンジャーも無力化する。ドリンが召喚した超力のクリスタルの力でバラミクロンを倒されながらも、直後にドリンを葬ったことで地球から超力を失わせた上、オーレンジャーはドリンの導きで超力の故郷に飛ばされた。これにより、地球侵略を成功させ、地球に巨大な宮殿まで作った。だが、地球制圧から半年後、超力が復活したオーレンジャーの逆襲により敗北し、地球を奪還される。
各キャラクターの身長・体重などの設定はない。
- 組織全体のデザインイメージはレトロフューチャーを志向しており、アール・デコ調の銅色をイメージカラーとしている[1]。
- アチャとコチャなどを除く幹部たちのネーミングはいずれも犬の名前をもじったものとなっている[87][88]。
- テレビ朝日プロデューサーの梶淳は、ヒーロー側がオーソドックスなものであったことから、敵側の一家の描き方で新しさを狙ったと述べている[10]。

皇帝バッカスフンド
マシン帝国バラノイアの創造主。
元は地球の超古代文明が労働用マシンとして作り出した機械生命体だが知能を持って人類に対して反乱を起こすもキングレンジャーたちに鎮圧され敗北。その後はバラノイア星に逃亡しながらマシン獣軍団の帝国を作り上げて力を蓄え、6億年後、地球に逆襲を仕掛けてきた。
マシンをこよなく愛し、「愛しいマシン獣」と称しているが失敗した者や役に立たない者に対しては容赦しない。一方、ヒステリアに頭が上がらないところがあったり、ブルドントと共に人間の女性の水着姿にデレデレしたり、狸寝入りをして、ヒステリアに蹴り飛ばされるなど、頑固親父然としつつも恐妻家かつ家族思いな一面やコミカルなシーンも見られる。
武器は杖と頭部から発射する光線。バラリベンジャー戦では杖を用いての格闘戦も披露。時々目が開閉したり、怒りが頂点に達すると頭脳回路がショートしてパニックになることもあり、その際には目の上に瞼のようなものが重なり目を細めたような動作も見られる。
超マシン獣作戦をブロッカーロボに阻止された怒りから、次の第34話にて、地底のマグマエネルギーで巨大化。背中の歯車が阿修羅像の背中のように変化し、スペースメタルの魔剣を手にオーレンジャーに決戦を挑む。1人で先走ったオーブルーのブルーブロッカーを相手にした際は圧勝。オーブロッカーとの対決では互角の勝負を繰り広げながらもツインブロッケンソードで魔剣を折られた後、ツインブロッケンクラッシュを受けて敗北する。後に首だけとなって、遠くの星へと逃れ、僅かな命を繋いでいたことが判明。ボンバー・ザ・グレートによって追放されたヒステリアと再会。残った全エネルギーをブルドントの復活に注ぎ込み、ヒステリアに後のことを託し、完全に機能を停止した。
- デザインは阿部統が担当。デザインはファン・バンパー・ナンバープレート・マフラー、クラシックカーのヘッドランプ周りなどのレトロな車のパーツの寄せ集め。布地をそこに組み合わせることで操り人形のような雰囲気を出している。
- デザインを担当した阿部曰く、背中の歯車は、電力を食ったり、コードが後方に伸びていたため、相当重かったという。

皇妃ヒステリア
バッカスフンドの妻。
感情の起伏が激しく、蛇のように冷酷で、人間の愛や優しさを軽蔑している一方、夫のバッカスフンドにベタ惚れしている。その激情ゆえ、時に夫らを戦慄させることも。前線に立つことはほとんどないが、一度だけ機関銃を使用したこともある。
バッカスフンド、ブルドントと相次いで家族を失い、自身もボンバー・ザ・グレートに「宇宙の果てで息子の冥福を祈りながら、余生を過ごせ」と宇宙に追放されるが、カイザーブルドントとマルチーワと共に帰還。マルチーワに全パワーを与え、戦闘力を失った後は皇太后となって老化し、外観の色調が金色から銀色へと変化した。
物語終盤、孫が生まれた後はその孫を溺愛するようになり、その過程で命の尊さに気付き始めるなど、それまでの冷酷さもなりをひそめるようになった。最終決戦においても号泣する孫を抱き抱えながら二人の無事を願っていたが叶わず、オーレンジャーに孫の命を助けるよう懇願し、今までの罪を償うべく、自爆して果てた。
- デザインは阿部統が担当。デザインはバッカスフンドと同じく車の部品の他、オスカー像や映画『メトロポリス (1927年の映画)』のマリアのようなラインが意識されている。扇子などはアールデコのような要素を加えている。老化した顔は、力を与えて萎びてしまうことから、少し色を落としており、デザイン画はモノクロで描かれ、色の変更は文字指定となっている。

皇子ブルドント
バッカスフンドとヒステリアの息子でバラノイアの皇太子。
いたずら好きでワガママな性格で人間をオモチャのような遊び道具だと考えている。時に冷酷な作戦を立案するが、割と間抜けな一面があり、ガンマジンを騙した際には自ら口を滑らせておいて開き直ったために彼を怒らせて、制裁を喰らってしまっている。バッカスフンドと同じく、ヒステリアには滅法弱いが、両親のイチャイチャしている様子を見て、呆れることもある。
緑色を基調としたカラーリングと二頭身の体型が特徴だが、作中では体型こそ異なるもののバッカスフンドとは体の構造がほぼ同一のものとして描写されている。驚くと凸状のカメラアイが飛び出すこともあり、目からはビームが出る。『オーレVSカクレンジャー』では、手から巨大化光線を放ち、オンブオバケを巨大化させた。
父のバッカスフンドが戦死し、台頭してきたボンバー・ザ・グレートとの皇位継承の決闘に敗北して死亡。遺された頭部はヒステリアと共に宇宙に追放されたが、頭脳部分には傷1つ付いていなかったことから、バッカスフンドの全エネルギーによって復活し、カイザーブルドントへと成長する。
- デザインは阿部統が担当。デザインイメージはアメリカの映画に登場する主人公の隣に住む金持ちの嫌な子供で、ニキビやソバカスなどもそのイメージでまとめている。
- 関智一はオーディションの際、ドラえもんのスネ夫のようなこまっしゃくれたイメージを要求されたという。また関の声としてはファルセットに近く、あまり喉には負担のかからない声だったが、「機械で加工してまであんな声を出さないでください」とファンレターが来て悔しく思ったという。

カイザーブルドント
ブルドントが復活・成長した姿。
成長前の2頭身の体型から、成長後はスマートな外見になり、武器もサーベルを使うようになった。絶大な戦闘力と冷徹な頭脳を併せ持ち、妻のマルチーワとの連携攻撃も駆使する。
プライドが高く、敗北を認めない性格で執念深くもなり、ボンバー・ザ・グレートに逆襲・勝利した際には彼に対する憎悪から、戦闘マシンとして改造を施すと同時に「身体の自由が利かない」という苦しみを味わわせるため、洗脳をわざと不完全にした。ただし、体は成長しても心は子供のままで言動にも若干幼さが残っている。「愛などを持っているから人間は弱い」と人間をあざ笑う一方で、自身はマルチーワとかなりラブラブといった、両親同様相反した一面も持つ。
バラミクロンを投入した作戦で地球侵略を成し遂げ、地球の支配者となることに成功するが、それから半年後にオーレンジャーの逆襲に遭う。超力ダイナマイトアタックでダメージを受けた後、自身の力で巨大化し、オーレンジャーの4大ロボに追い詰められた末、キングピラミッダーのスーパーレジェンドビームで致命傷を負い、「僕たちは滅びても、マシンは永久に滅びない」と言い残し、爆発四散した。
- デザインは阿部統が担当。デザイナーの阿部統によれば初期イメージは『ガンバロン』とのこと。当初のマルチーワの外見（詳しくは後述を参照）と釣り合うようなイメージでデザインされたという。

マルチーワ
ヒステリアの姪。
詳しい出自は不明だが、未来の皇妃になる時を待って、ヒステリアが眠らせており、彼女の呼びかけで目覚めると同時に彼女の怨念による力を授けられ、覚醒した。カイザーブルドントとは初対面から意気投合、「ぶるぴー」「まるぴー」とお互いを呼び合うアツアツ夫婦。地球征服中に一子を儲ける。
高い運動能力と高速スピードで相手を翻弄。武器のマルチアローは剣にも変形する弓で弾をビームのようにして連射することも可能。他にも手からのビームや投げキッスによる爆発や身体を火の玉と化することで大気圏を自力で突破する能力も持つ。カイザーブルドントとの合体技として、一緒にハート型の閃光となって体当たりするラブラブペアアタックが存在する。犬（正体はバラガード）を連れた人間の美女に変身した際には、右目に催眠術を簡単にかけられる機能を備えており、相手にウィンクを飛ばすだけで、その効果が現れるようになっている。
地球制圧から半年後のオーレンジャーの逆襲において、カイザーブルドント同様に超力ダイナマイトアタックでダメージを受けた後、自らの力で巨大化し、オーレンジャーの4大ロボの攻撃で追い詰められた末、キングピラミッダーのスーパーレジェンドビームで致命傷を負い、夫と共に爆発四散した。
顔や肌などは機械的な造型であるものの女性的なフォルムや髪の毛を模した頭部のパーツ、それにレオタード的な意匠など、他のマシンたち以上に人間に近いデザインとなっている。
- デザインは阿部統が担当。デザイン当初は人間でいえば12歳に相当する外見でどちらかと言えばロリータ成分の強いキャラクターであり（デザイン決定稿のアダルトな感じの外見の）最後までどちらの姿で登場させるかどうかで迷ったという。またデザイナーの阿部はこのキャラクターに対して思い入れがあり特撮雑誌である宇宙船78号のコラム内で「マルチーワというキャラは自分が好きな要素（キレイな顔のロボットなど）を詰め込んだキャラです」語っている。頭部の造型を何度も作り直させデザイナーを困らせたという逸話も残っている。

ブルドントJr.
皇帝カイザーブルドントと皇妃マルチーワの間に生まれた赤ん坊。
澄んだ目が特徴で、どちらかといえば母親似だが、祖父のように目を開閉できる。皇妃マルチーワ曰く「かわいい赤ちゃん」で、皇太后ヒステリア曰く「何よりのプレゼント」と愛されている。
両親と祖母が亡くなった後、新たな保護者となったガンマジンと共にどこかに旅立つ。
劇中では名前を呼ばれず、ブルドントJr.は書籍による。
- デザインは阿部統が担当。

アチャ
皇帝一家の召使い侍従。
丁寧語で喋り、稀に語尾に「〜ざんす」・「〜でガンス」と付けることもある。一人称は「私」および「ミー」。
地球への侵攻にあたり、人類への宣戦布告文を代読した。いつもブルドントのワガママに振り回されている。それぞれ一度だけ光線や銃、爆弾を使用しているが、戦闘に参加する機会はあまりない。序盤で改造され、マシン獣の巨大化の際にコチャを投げられるように運動能力を強化された。ヴァイオリンを演奏できる他、人間（奇妙な男）に化けることもできる。
日和見主義者で、ボンバー・ザ・グレートが皇帝になった時はコチャと共にヒステリアをあっさり裏切り、カイザーブルドントが帰還した時はこれまたあっさり寝返った。ただし「バラノイア」という国自体は気に入っている。そのためか、カイザーブルドントからは「お前たちいい加減な奴だな!」と言われただけで、お咎め無しだった。
バラノイア崩壊後は、ブルドントJr.を引き取ったガンマジンにコチャ共々同行させられることになる。
- デザインは森木靖泰が担当した。

コチャ
アチャの相棒で、皇帝一家の侍従である手乗りサイズの小型ロボット。
いつもアチャの肩に乗っており、アチャのセリフの最後をオウム返しに言うか、アチャの言葉を肯定している。また、語尾に「〜っちゃ」と付けることもある。飛行能力を持ち、腹部からは歯車状の光線を放つ。
序盤にて改造され、エネルギーを放射し、浴びた倒されたマシン獣を短時間で再生・巨大化させるさせる巨大化システムが追加された。手足を体に収納すると共にロープ状の部分を出し、その部分をアチャが掴んで「アチャ〜!」「コチャ〜!」と交互に名前を叫びながらハンマー投げの要領でマシン獣の残骸に投げつけ、「大（おっ）きくなってね!」というセリフと共に巨大化エネルギーを注入し、マシン獣を巨大化させる。小さい体を利用して物陰に隠れ、ごくまれに盗聴も行う。
バラノイア崩壊後、ブルドントJr.を引き取ったガンマジンにアチャ共々同行させられた。
- デザインは森木靖泰が担当した。
- 安達忍によれば、当初はコチャの台詞は機械音だけで台本に台詞らしいものはなく、合いの手を入れるだけだったが、それが好評だったために膨らませていただいたという。
- 巨大化時の台詞は、肝付と共に考えたアドリブであり、「大きくなってね」の台詞は監督から「呪文のようなものを考えて欲しい」と言われ、思いついたアドリブだという。

ケリス / バラケリス
第26話から第28話に登場。バッカスフンドの信任厚い幹部で、残酷な性格。バラノイア動植物研究所の責任者で、宇宙生物の生体実験の指揮を執る。植物園で他のマシン獣を飼育・管理している。人間時から電磁鞭や両腕から発射する破壊光線を武器とする。
普段は人間の女性の姿をしているが、戦闘時にはマシン獣となって戦う。バラケリスの姿では鞭と両胸からの光線を武器とし、オーレンジャーロボでさえ破壊できなかった黄金の檻を出して相手を幽閉する。また、胸から放つ伸縮自在の白いリボンで相手を締め上げたり、単眼から放つ光線で相手を体内に取り込むことも可能。巨大化は特殊な装置を操作して行う。最期はキングピラミッダーに倒された。
- デザインは阿部統が担当。怪人状態のデザインモチーフはエジプト神話の神ホルス。

ボンバー・ザ・グレート
第35話より登場した「宇宙の爆弾野郎」。ミサイルに手足と顔がついた外観で、それらを体内に収納することでミサイルそのものの形態グレート・ミサイルへ変形、自ら敵めがけて突っ込むこともできる。また背中の突起部分からも小型ミサイルを発射可能である。
元はバラノイアの一マシン獣に過ぎなかったが、バッカスフンドの地位を狙って反乱を起こし、失敗して処刑寸前に宇宙に逃亡していた。その後バッカスフンドの死を知り、バラノイアの新皇帝になるために戻ってきた。独自にマシン獣軍団を率いており、部下たちは「ボンバー・ザ・グレート命」をモットーにしている。孤高の一匹狼的存在で、荒っぽい性格とは裏腹に頭脳にも秀で、自らを戦闘のプロと称する。ブルドントとは犬猿の仲であり、しばしば対立するが、実力では圧倒している。
登場からしばらく後「皇帝が死亡した場合、百日以内に後継者を決定しなければならない。候補者が複数いる場合は、決闘によって後継者を決めなければならない」とのバラノイア帝国憲法第12条の規定に従い、ブルドントと皇位継承の決闘を行いこれに勝利。ヒステリアも追放して、バラノイアの新皇帝ボンバー・ザ・グレートI世に即位を果たす。しかし、程なくして復活したカイザーブルドントとマルチーワの登場により皇位を追われて敗北。降参するも許されず、両手を破壊された後、改造を施される。改造後は右腕を大剣のグレートサンダー、左腕をバルカン砲のグレートボムとした上、時折自我が戻るという作用付きとなり、巨大化した状態でオーレンジャーと交戦。スーパーバーンウェーブやダイナマイトタックルでダメージを受けた後、スーパーレジェンドビームで敗北。皇帝になろうとした自身の行いを悔いながら、オーレンジャーに別れを告げて果てる。残骸になりながらも、カイザーブルドントに利用され、体内の赤いグレート・ミサイルは太陽を破壊するために射出されたが、それを追って宇宙に飛び出したガンマジンに阻止された。
- デザインは阿部統が担当。

マシン獣
劇中で複数の意味があり、広義の「マシン獣」はバラノイア建国以前から超古代文明で作られ使役されていた機械たちで、バラノイア帝国建国者で初代皇帝でもあるバッカスフントも「マシン獣」で、劇中ではマルチーワやボンバー・ザ・グレートのような幹部も人間側からそう呼ばれる描写があり、バラノイア構成員全般（離反者含む）を指す。
狭義の方はスーパー戦隊シリーズの「敵怪人」に当たる呼称で、バラノイアの侵略兵器として活動する機械生命体。作戦に応じて月面基地で製造されるものと、バラノイアが征服した他の星から招聘させられるものがいる。名前は「バラ○○○」で統一されている（劇場版登場個体除外）。
大半はアチャとコチャにより巨大化するが、最初からバラソーサーのように巨大なサイズで製作されることや、バラゴールドのように特殊な方法で巨大化することもある。巨大化状態には個体差があり、スチームパンクスとバラポリスは巨大化を解除しており（また、後者に至っては二回目の巨大化を単独で行っている）、逆にバラボクサーは一度巨大化してからは最後まで巨大化を解除していない。
バッカスフンド、カイザーブルドント夫妻は最終決戦で自動的に巨大化していたが、ボンバー・ザ・グレートのように地球に降下後には何の説明もなく巨大化し終えていた場合もある。
自我を持たない純粋な兵器から、人間以上の知能や激しい感情・ユーモラスな性格を持つ者まで多種多彩である。モチーフは機器や兵器を元にしたものが多く、少数であるが生物を基にした個体もいる。劇中では、バラボクサーなど作戦に応じて改造されたものが数体いる。
カメラトリック
オーレンジャーを監視する小型マシン獣。鳥とカメラの融合マシンで、「パッパラパ」と鳴く。レーザー光線が武器で、相手を別の場所に転送出来る。量産されており、計2体が登場。初登場は劇場版。
劇場版のパンフレットではスチームパンクスに合体したマシン獣の一体と記載されているが、劇中の描写とは異なる。
- デザインは阿部統が担当。当初は顔がなかったが、後から口のようなペイントを追加している。

バーロ兵
バラノイアの下級マシン兵。月の裏側にある月面基地で大量生産されている。電磁棒を操り、スライドさせた顔面の目から破壊光線、口から電磁ネットと歯車手裏剣を射出する。人語を話し、人間に偽装できる能力を持つ。戦闘能力は高く、序盤では変身後のオーレンジャーを苦戦させる場面があった。動力源は特殊な電池。破壊されるとバラバラに身体を構成する部品が飛び散る。
大抵の身体の色は紫色だが、色違いで黒いタイプもある。劇場版では軍隊やジャーナリストに扮した個体も登場した。
- デザインは阿部統が担当。デザインは『スター・ウォーズ』のC-3POや『ロケッティア』などが意識されている。肘や肩に付けたポッチは、スーツアクターが転がった際に痛かったという。

### バラノイアの装備・戦力
バラクティカ
直径1,000メートルはある歯車型の超巨大戦闘母艦で、内部にはタコンパスを多数搭載している。5隻の同型船により編成された艦隊で出撃し、主武装である側面からのレーザーで広範囲にわたる攻撃を行う。主にバラノイア幹部やマシン獣の地球への移動手段として運用され、また物語序盤では世界各国の主要都市への攻撃にも用いられた。
タコンパス
バラクティカから発進する量産型小型戦闘艇。コクピットは風防が無い剥き出しの単座式で、バーロ兵がレバー一本で操縦を行う。状況に応じて飛行形態と、地上走行形態の2形態に変形可能で、前者は機首先端より発射されるリング状の光線、後者はコックピット下に格納されていたガトリング砲を武装として用いる。
量産型以外にも、バラブレイン自らが搭乗するタコンパスカスタムが登場しており、スカイフェニックスとドッグファイトを繰り広げた。カスタム型の武装は先端の穴から吐くタコスモークとタコファイヤー。
- デザインは佛田洋が担当し、阿部統が脚部の詳細デザインを担当。別にモックアップが作られ、変形機構が考えられている。

巨大ミサイル
月面基地に配備されている1発で惑星を破壊する威力を持つミサイルで、作中では2度使用された。1回目はバッカスフンドの仇を討つべく、ブルドントの手により地球へ向けて発射されたが、そのうち2発はオーブロッカーのレーザー光線により撃墜、ボンバー・ザ・グレートがブルドントを乗せて打ち上げた3発目もツインブロッケンソードで弾頭部分だけ切り離されるなど、期待通りの結果を得られなかった。
2回目は新皇帝に就任したボンバー・ザ・グレートが、その祝いにとヒステリアと破壊されたブルドントの頭部を乗せて打ち上げた。

## 世界設定
超力の故郷
宇宙の遥か遠くに存在する全ての超力エネルギーの根源的空間。複数のドリンが存在しており、一度絶命したドリンはこの場所で療養を受けた。
吾郎たちはドリンの最後の力で起動したキングピラミッダーで超力の故郷に向かっている最中、カイザーブルドントが仕掛けた、灼熱地獄の魔空間で窮地に陥る。ドリンの力で脱出に成功しながらも魔空間の影響で半年も時間が経過してしまった。

## キャスト
三田裕司役の合田雅吏、丸尾桃役の珠緒の出世作となった作品であり、この両者の成功はとりわけ芸能界で大きな注目を集めた。星野吾郎役の宍戸勝はメンバーで唯一子役からの活動経験がある。スーパー戦隊シリーズは本作品以前から、若手アクション俳優の登竜門的存在としてそれなりに意識されていたが、これ以降オーディションへの応募者が増加し、特に戦隊メンバーの配役については競争率が上昇するなど、まさに狭き門となっていった。現在では俳優や俳優志願者はもとよりモデル、グラビアアイドル、さらには元スポーツ選手まで多種多様な若手芸能人がオーディションに参加している。リキ役には当時中学1年生だった山口将司を起用。この他、『ゴレンジャー』『ジャッカー』に出演していた宮内洋が戦隊の指揮官として起用された。
本作品の敵組織であるバラノイアは、レギュラーが着ぐるみのキャラクターのみで構成される組織であり、その影響もあって多数の声優が起用された。ナレーションには『ゴレンジャー』などのナレーションを務めた田中信夫を起用したが、それまでの作品よりもナレーションの出番が少なかった。

### レギュラー・準レギュラー
- 星野吾郎 / オーレッド：宍戸勝
- 四日市昌平 / オーグリーン：正岡邦夫
- 三田裕司 / オーブルー：合田雅吏
- 二条樹里 / オーイエロー：麻生あゆみ
- 丸尾桃 / オーピンク：珠緒
- 三浦参謀長：宮内洋（1 - 4,6 - 48）
- リキ / キングレンジャー：山口将司（26 - 31,36 - 43,46 - 48）
- ドリン：和田理沙（26 - 28,30,31,36,42,46 - 48）
- ミキオ：佐藤侑輝（16、20、21、34、36、45 - 47）
- 新田（豊の父）：斉藤暁（25,31,43）
- 里子（豊の母）：水野令子（25,31,43）
- 清美（豊の姉）：牧島沙織（25,31,43）
- 豊：大場俊輔（25,31,43）
- 辺名小太郎：赤星昇一郎（25,29,30）

### 声の出演
- リキ：橋本巧[33]（第26話途中、27話）
- ガンマジン：神谷明（37 - 38,40,41,44,48）
- ボンバー・ザ・グレート：檜山修之（35 - 41）
- 皇帝バッカスフンド：大平透（1 - 16,18 - 23,27,29 - 31,33,34,39,40）
- 皇妃ヒステリア[注釈 36]：松島みのり（1 - 4,6 - 14,16,20,21,23,26,27,29 - 31,33 - 41,47,48）
- 皇子ブルドント / カイザーブルドント：関智一（1 - 14,16,17,20,23,26 - 31,33 - 48）
- マルチーワ / 皇妃マルチーワ：山田美穂（40 - 48）
- アチャ：肝付兼太[注釈 37]（1 - 4,6 - 15,17,18,20,22 - 31,33 - 48）
- コチャ：安達忍（1 - 4,6 - 14,17 - 20,22 - 31,33 - 48）
- パク：小桜エツ子[注釈 38]（26 - 28,30,31）
- UA基地アナウンス：平井誠一（1）
- カメラトリック：新井一典[注釈 39]
- バーロ兵：堀田智之[注釈 39]、えいり未知（劇場版のみ）
- ナレーション：田中信夫

### ゲスト
- 司令官：海津亮介（1）
- 健一：森真之介（3）
- 健一の父：和泉史郎（3）
- 大谷巡査：田中耕二（4）
- 宏：柴田綾太（4）
- 主婦：松尾晶代（4）
- 巡査A：森山貴文（4）
- 少女：渡辺まゆみ（4）
- 少女の父：鈴木信明（4）
- 少女の母：二階堂美由紀（4）
- 隆：比嘉武尊（5）
- 剛：吉川俊晶（5）
- 火野先生：富沢美智恵（5）
- 悪ガキ：阿部大和、森裕悟、広川茂樹（5）
- 光子：中坪和代（6、7）
- 光子の幼い頃：矢部桃子（6）
- 遠藤：益田哲夫（6）
- 銀行の支店長：石倉民雄（10）
- ママ：中村ひとみ（11）
- 聡：堤康行（11）
- 女子高生：佐野裕美（11）
- コウちゃんのママ：西初恵（12）
- コウちゃん：島田智之介（12）
- 島田吾一：牧口元美（13）
- 正太：長沼達矢（13）
- ツトム：加藤史典（14）
- ツトムの父：西田静志郎（14）
- ツトムの母：渡部るみ（14）
- 工場長：水橋和夫（14）
- ジュン：市村浩佑（16）
- ミキオのママ：山口詩史（16、36）
- ジニアス黒田：市川勇（17、18）
- 茂：二見一樹（17、18）
- 桐野少尉：信達谷圭（19）
- 美雪：河東真実（19、22）
- 岩島：早川雄三（20）
- 新吾：沖井悠人（20）
- 友子：神保麗（21）
- 市長：桑原たけし（21）
- 夢男：須藤学（21）
- 健太：寺田賢二（21）
- ケン玉少年：田辺睦（21）、田辺大督（21）
- サトル：柴田翔平（22）
- サトルの父：千葉茂（22）
- サトルの母：松尾晶代（22）
- 男の子：浅利陽介（23）
- トキお婆さん：山本緑（24）
- 鞍馬天狗[注釈 40]：高橋利道（24）
- 丹下左膳[注釈 40]：岡本美登（24）
- ケリス：天祭揚子（26、27、28）
- ボスの声：松本大（26）
- マサオ：崎本大海（29）
- マサオの母：三輝みきこ（29）
- マサオの担任：小暮晃子（29）
- 主婦：二階堂美由紀（31）
- 真由美：峰由樹（32）
- 真由美の母：藤木聖子（32）
- 幼いモモ[注釈 41]：長谷川亜美（32）
- 幼い子供：滝川かずゆき（33）
- ママ：藤咲舞（33）
- 先生：枝村みどり（34）
- ルミ：小井紗陽（35）
- ルミのパパ：島田真次（35）
- ルミのママ：高田恵梨子（35）
- ルミの兄：藤野一輝（35）
- 春樹：立川大和（36）
- 智美：大網亜矢乃（36）
- 悟：中島直樹（37、38）
- 子供A：野越成一郎（37）
- 子供B：明石健太郎（37）
- 警官A：大林勝（37）
- 正一の父ちゃん：児玉頼信（39、40）
- 正一の母ちゃん：大井小町（39、40）
- 正一：伊藤圭介（39 - 41）
- 美女：湯原弘美（44）
- 主婦：速水ユノ（45）
- 男の子：塚田光（46）
- 母親：浅川和恵（46）、松尾晶代（48）
- 赤ちゃん：谷口直弥（48）

### スーツアクター
アクション監督が前年までの竹田道弘からメタルヒーローシリーズを担当した山岡淳二に交代したことにより、スーツアクターもメタルヒーローシリーズを担当していた横山一敏らが中心となった。横山は第1話の撮影では歩き方がメタルヒーロー的になってしまったと述懐している。
山岡が上と掛け合った効果もあり、スーツアクターの名前が台本に載るようになったのもこの頃からだという。
『鳥人戦隊ジェットマン』で負傷降板していた蜂須賀祐一が4作品ぶりにテレビシリーズに復帰した。オーピンク役の村上利恵が腰を負傷した際には、蜂須賀が代役を務めた。その後に次々作『電磁戦隊メガレンジャー』にて再びヒーロー役を演じることになる。
キングレンジャー役の大藤直樹は、本作品で初めて追加戦士を担当し、以後の作品でも追加戦士を担当することが多い。
- オーレッド[出典 81]、ヒステリア[25][102]、レッドブロッカー[102]、ガンマジン[40]：横山一敏
- オーグリーン[108][20]：武智健二
- オーブルー[出典 82]、バッカスフンド[25]、ブルーブロッカー[110]：竹内康博
- オーイエロー[111][28]：中川清人
- オーピンク[112][30]：村上利恵
- キングレンジャー[106][33]：大藤直樹
- タックルボーイ[113]：田邊智恵
- 皇子ブルドント[114]、カイザーブルドント[114]：藤田健次郎
- マルチーワ[115]：吉尾亜希子
- 執事アチャ[116]、マシン獣[117][118]、ピンクブロッカー[119]、バッカスフンド[110]：中川素州
- 執事アチャ（代役）[120]：神尾直子
- マシン獣[118]、バーロ兵[118]：三村幸司
- ボンバー・ザ・グレート[121]、マシン獣[118][122]（バラリベンジャー[109][18]、バラジャクジ[123]、バラナイトメア[124]など）：福沢博文
- バーロ兵[104][105]、オーピンク（代役）[105]：蜂須賀祐一
- バーロ兵[125]：伊藤慎
- その他：山口照雄[126]

## スタッフ
脚本陣はメインライターに4作続行の杉村升を中心に、上原正三、高久進、曽田博久、井上敏樹と、いずれも当時までの歴代スーパー戦隊シリーズでメインライターを務めた実績のあるメンバーが全員集結し、とりわけ曽田は5度に渡る新ロボ登場の回を担当している。このうち杉村、上原、高久の東映特撮作品への参加は本作品が最後となった他、演出陣では東條昭平、小笠原猛といったメンバーが本作品を最後にスーパー戦隊シリーズを退き、監督キャリアが15年に及んだ小笠原にとっては最後の監督参加作品となった。
またプロデューサーも、『太陽戦隊サンバルカン』以来長年に渡り本シリーズに携わり、長寿番組へと導いた鈴木武幸が本作品を最後に引退し営業に専念することになった他、シリーズの基礎を築いた吉川進プロデューサーも、本作品の終了後東映を定年退職し東映ビデオに移った。
その反面、後の東映特撮演出陣の中心メンバーである田﨑竜太がデビューし、長石多可男が『地球戦隊ファイブマン』以来4年9カ月ぶりに監督に、山岡淳二が『光戦隊マスクマン』以来8年ぶりにアクション監督でシリーズに復帰を果たすなど新旧交代著しい作品となった。当初、長石は番組序盤から参加予定だったがVシネマの制作スケジュールの関係で序盤からの参加が叶わず、半年遅れとなる第32話からの参加となった。前作で最多演出を務めた渡辺勝也も当初は参加が予定されており、杉村とともに第1話・第2話の脚本制作にあたっていたが、最終的に本作品には参加していない。渡辺自身は、理由を知らされず急なシフト変更があったことを証言している。シリーズ初参加となった辻野正人は、当初『重甲ビーファイター』への参加を打診されていたが、同番組の撮影が始まっても声がかからなかったため抗議したところ、本作品に参加する運びとなったという。
キャラクターデザインは阿部統やマイケル原腸が前年より引き続き起用された他、大畑晃一、森木靖泰、原田吉朗といった東映特撮とも縁のあるデザイナーが脇を固める形となった。このうちメインデザイナーの阿部以外は、同時期の『重甲ビーファイター』にも並行、あるいはスライドする形で参加している。敵組織であるバラノイアのデザインは「スチームパンク」というキーワードを元に、アール・デコの要素も取り入れられるなどレトロな方向性が押し出されているのが大きな特徴となっている。
劇中音楽は東映作品でも馴染みの深いベテランの横山菁児が担当。サントラは「交響組曲」の体裁が採られ、シリーズ初の海外（フランス・パリ）でのフルオーケストラ録音が行われた。挿入歌でもオーレンジャーロボのテーマソングの作曲を『大戦隊ゴーグルファイブ』以来の参加となった渡辺宙明が手がけた。
- プロデューサー：梶淳（テレビ朝日）、吉川進・鈴木武幸・髙寺成紀（東映）、矢田晃一（東映エージエンシー、最終回のみクレジット）
- 原作：八手三郎
- 連載：テレビマガジン、てれびくん、テレビランド
- 脚本：杉村升、井上敏樹、曽田博久、上原正三、高久進
- 音楽：横山菁児
- アクション監督：山岡淳二、村上潤（ジャパン・アクション・クラブ）、新堀和男（レッドアクションクラブ）
- 監督：東條昭平、辻野正人、小笠原猛、小林義明、佛田洋、長石多可男、田﨑竜太
- 撮影：いのくままさお、岡部正治
- 照明：竹田勝三、吉岡伝吉
- 美術：山下宏
- 録音：石川孝
- 編集：成島一城、伊吹勝雄
- 計測：黒須健雄、臼木敏博、大沢信吾
- 選曲：宮葉勝行
- 音響効果：阿部作二、大泉音映
- 造型：前沢範、レインボー造型企画
- 操演：船越幹雄
- 美粧：サン・メイク
- 衣裳：東京衣裳新社
- 装飾：高谷昌毅（装美社）
- 装置：東映美術センター、紀和美建
- 企画協力：企画者104
- キャラクターデザイン：阿部統、マイケル原腸、森木靖泰、大畑晃一、原田吉朗、佛田洋[87]
- 現像：東映化学
- 技術協力：東通
- イラスト：野口竜、佐藤樹云、薄永俊之
- 視覚効果：映画工房
- カースタント：タケシレーシング
- ミニチュア：アルファ企画、東陽モデル、ミューロン
- 車両協力:スズキ株式会社、BMW
- 撮影協力:後楽園ゆうえんち、那須高原・りんどう湖ファミリー牧場、湘南動物プロダクション
- 助監督：竹本昇、諸田敏、中沢祥次郎、深作健太
- 記録：吉田由香、安倍伸子、栗原節子
- 進行主任：小迫進、後藤田伸幸、谷口正洋
- 制作デスク：岩永恭一郎
- 制作担当：藤田佳紀
- （株）特撮研究所
  - 操演：鈴木昶、尾上克郎
  - 撮影：高橋政千
  - 照明：林方谷
  - 美術：木植健次
- 特撮監督：佛田洋
- 制作：テレビ朝日、東映、東映エージエンシー

## 音楽
主題歌
OP、EDともにクレジットは第3話から。
日本コロムビアから発売された『コロちゃんパック 超力戦隊オーレンジャー』はオリコン週間アルバムチャートのカセットチャートで1位を獲得した。
オープニングテーマ「オーレ! オーレンジャー」
作詞：八手三郎 / 作曲：小杉保夫 / 編曲：米光亮 / 歌：速水けんたろう
第7・23・30・37話で一部映像が変更されている。変更部分はロボの活躍シーンが主であり、キングレンジャーおよびバーロ兵以外のバラノイアは登場しない。
劇中では第3・9・11・13・18・24・31・36・40・48話で歌唱版、第4・5・17・25・29・43話でインストゥルメンタル版が使用された。
スーパー戦隊の主題歌で初めてオリコン週間チャートにランクインした（最高90位）。
エンディングテーマ
「緊急発進!! オーレンジャー」（第1 - 47話）
作詞：八手三郎 / 作曲：小杉保夫 / 編曲：まきのさぶろう / 歌：速水けんたろう
劇中では第9話でインストゥルメンタル版が使用された。
「虹色クリスタルスカイ」（第48話（最終話））
劇中挿入歌としての使用は下記を参照。
プロデューサーの髙寺によると、当初は主題歌として作られた楽曲であり、EDテーマには本曲の作詞・作曲を担当したKYOKOによる「See you again」という楽曲が起用される予定であった。

挿入歌
「虹色クリスタルスカイ」（第6・8・12・14〜16・28・29・35話）
作詞・作曲：KYOKO / 編曲：京田誠一（コーラス編曲：永井誠） / 歌：速水けんたろう
第8・15・16・28・35話ではインストゥルメンタル版と併用され、第1・2・10・22・36・42話ではインストゥルメンタル版のみが使用された。
また、インストゥルメンタル版は新番組予告および第2～7・14～21・48話の次回予告BGMとしても使用された他、『未来戦隊タイムレンジャー』特別総集編におけるオーレンジャーの解説映像、『海賊戦隊ゴーカイジャー』第31話でも使用されている。
「超力合体!! オーレンジャーロボ」（第17・18・24話）
作詞：八手三郎 / 作曲：渡辺宙明 / 編曲：京田誠一 / 歌：速水けんたろう、森の木児童合唱団
「輝きの舞い」（第23話）
作詞：八手三郎 / 作曲・編曲・歌：佐々木真里
「アクション! オーレンジャー」（第22・30話）
作詞：八手三郎 / 作曲：小杉保夫 / 編曲：京田誠一 / 歌：速水けんたろう
第25・27・31話ではインストゥルメンタル版が使用された。
「アチャ・コチャ・チャチャチャ」(第29話)
作詞：八手三郎 / 作曲・編曲：つのごうじ / 歌：アチャ（肝付兼太）、コチャ（安達忍）
第29話ではアバンタイトルで前後奏が使用された。また本編内でもカラオケ版が使用され、アチャの学校に来た人たちが歌いながら踊っていた。
「真っ赤な闘魂! レッドパンチャー!!」（第19・20・21話）
作詞：八手三郎 / 作曲：小杉保夫 / 編曲：京田誠一 / 歌：影山ヒロノブ
第45話ではインストゥルメンタル版、第48話では前後奏のみが使用された。
「オーレンジャー・スピリット」
作詞：里乃塚玲央 / 作曲：瑞木薫 / 編曲：京田誠一 / 歌：速水けんたろう
「VICTORY FIGHT 〜勝利をつかめ! オーレンジャー〜」
作詞：横山武 / 作曲：樫原伸彦 / 編曲：佐々木真里 / 歌：影山ヒロノブ
第20話ではインストゥルメンタル版が使用された。
上記の他、第10話で「美しく青きドナウ」（ヨハン・シュトラウス2世）、第21話で「Overnight Sensation 〜時代はあなたに委ねてる〜」（TRF）、第23話で「エロティカ・セブン」、「勝手にシンドバッド」、「いとしのエリー」（サザンオールスターズ）、第45話で「Body Feels EXIT」（安室奈美恵）が挿入歌として使用された。

## 放送日程
| 放送日         | 放送回 | サブタイトル    | 登場怪人                                                                                     | 脚本     | アクション監督 | 監督       |
| -------------- | ------ | --------------- | -------------------------------------------------------------------------------------------- | -------- | -------------- | ---------- |
| 1995年03月03日 | 1      | 襲来!! 1999     | - バラドリル                                                                                 | 杉村升   | 山岡淳二       | 東條昭平   |
| 3月10日        | 2      | 集結!! 超力戦隊 | - バラソーサー                                                                               | 杉村升   | 山岡淳二       | 東條昭平   |
| 3月17日        | 3      | 危機 超力の秘密 | - バラバニッシュ                                                                             | 杉村升   | 山岡淳二       | 辻野正人   |
| 3月24日        | 4      | 怪奇!! 鉄人パパ | - バラクラッシャー                                                                           | 杉村升   | 山岡淳二       | 辻野正人   |
| 3月31日        | 5      | 激愛!! 炎の兄弟 | - バラカクタス1号（声：菅原正志） - バラカクタス2号（声：津久井教生）                        | 井上敏樹 | 新堀和男       | 小笠原猛   |
| 4月07日        | 6      | 強敵 頭脳マシン | - バラブレイン（声：塩沢兼人） - バラセパレート                                              | 杉村升   | 新堀和男       | 小笠原猛   |
| 4月14日        | 7      | 完成!! 超力ロボ | - バラブレイン（声：塩沢兼人） - バラセパレート                                              | 杉村升   | 新堀和男       | 東條昭平   |
| 4月21日        | 8      | 激突!! 超巨大戦 | - バラミサイラー（声：鳥居賞也）                                                             | 杉村升   | 新堀和男       | 東條昭平   |
| 4月28日        | 9      | 突然!! 裏切り者 | - バラダーツ（声：小林清志）                                                                 | 井上敏樹 | 山岡淳二       | 辻野正人   |
| 5月05日        | 10     | 参上 泥棒だヨン | - バラハッカー（声：新井一典）                                                               | 上原正三 | 山岡淳二       | 辻野正人   |
| 5月12日        | 11     | 服従 愛の冷蔵庫 | - バラプリンター（声：立木文彦）                                                             | 曽田博久 | 山岡淳二       | 小笠原猛   |
| 5月19日        | 12     | 爆発!! 赤ちゃん | - バラベイビー（声：田の中勇）                                                               | 杉村升   | 山岡淳二       | 小笠原猛   |
| 5月26日        | 13     | 幻想 神様の犬   | - バラマグマ（声：小関一）                                                                   | 高久進   | 山岡淳二       | 東條昭平   |
| 6月02日        | 14     | 大好きピノキオ  | - バラピノキラー（ピノキオ）（声：岩永哲哉） - 各種ピノキオ（声：阿部渡、むたあきこ）        | 上原正三 | 山岡淳二       | 東條昭平   |
| 6月09日        | 15     | 友よ 熱く眠れ!! | - バラリベンジャー（声：大塚明夫）                                                           | 井上敏樹 | 山岡淳二       | 佛田洋     |
| 6月16日        | 16     | 腕白!! 未来っ子 | - バラデビル（声:桑原たけし）                                                                | 曽田博久 | 山岡淳二       | 佛田洋     |
| 6月23日        | 17     | 強奪 変身ブレス | - バラバキューム（声：西尾徳） - ジニアス黒田 - メカ人間シゲル                               | 杉村升   | 山岡淳二       | 辻野正人   |
| 6月30日        | 18     | 父の異常な愛情  | - バラアイビー - ジニアス黒田 - ジニアス黒田（マシン化） - メカ人間シゲル                    | 杉村升   | 山岡淳二       | 辻野正人   |
| 7月07日        | 19     | 新ロボ赤い衝撃  | - バラビルダー（声：小杉十郎太）                                                             | 曽田博久 | 山岡淳二       | 小笠原猛   |
| 7月14日        | 20     | 鉄拳100連発!!   | - バラボクサー（声：山中一徳）                                                               | 曽田博久 | 山岡淳二       | 小笠原猛   |
| 7月21日        | 21     | 嵐を呼ぶケン玉  | - バラケンダマ（声：横井弦之助）                                                             | 曽田博久 | 山岡淳二       | 東條昭平   |
| 7月28日        | 22     | 合体(秘)指令!!  | - バラマジロ                                                                                 | 曽田博久 | 山岡淳二       | 東條昭平   |
| 8月04日        | 23     | 最後の水着…     | - バラクローズ（声：大竹宏）                                                                 | 井上敏樹 | 山岡淳二       | 辻野正人   |
| 8月11日        | 24     | 笑う懐かし男!!  | - バラカッカ/大礼服の男（声・人間体：佐藤正宏）                                              | 高久進   | 山岡淳二       | 辻野正人   |
| 8月18日        | 25     | お祭り一発勝負  | - バラハングリー（声：山本圭子）                                                             | 上原正三 | 山岡淳二       | 辻野正人   |
| 8月25日        | 26     | 6億歳少年戦士   | - バラゴブリン（声：依田英助） - マシン獣使いケリス                                          | 杉村升   | 山岡淳二       | 小林義明   |
| 9月01日        | 27     | キング颯爽登場  | - バラゴブリン - バラキング（声：八戸優） - マシン獣使いケリス - バラケリス - カメラトリック | 杉村升   | 山岡淳二       | 小林義明   |
| 9月08日        | 28     | 見よ奇跡の要塞  | - バラキング - マシン獣使いケリス - バラケリス                                               | 杉村升   | 村上潤         | 小笠原猛   |
| 9月22日        | 29     | 踊る! 侵略塾!!  | - バラタランチュラ（声：河合義雄）                                                           | 上原正三 | 村上潤         | 小笠原猛   |
| 9月29日        | 30     | 地球がグースカ  | - バラグースカ（声：高橋和枝）                                                               | 上原正三 | 山岡淳二       | 東條昭平   |
| 10月13日       | 31     | 宅配ダイエット  | - バラジャグチ/ツナギ男（声・人間体：篠田薫）                                                | 上原正三 | 山岡淳二       | 東條昭平   |
| 10月20日       | 32     | 学校の怖い悪夢  | - バラナイトメア/覆面男（声・人間体：岡本美登）                                              | 杉村升   | 山岡淳二       | 長石多可男 |
| 10月27日       | 33     | 5大ロボ大暴れ   | - 超マシン獣軍団                                                                             | 曽田博久 | 山岡淳二       | 長石多可男 |
| 11月03日       | 34     | 皇帝最後の挑戦  | - 巨大バッカスフンド                                                                         | 曽田博久 | 山岡淳二       | 長石多可男 |
| 11月10日       | 35     | 過激な爆弾野郎  | - バラマンモス（声：千田義正）                                                               | 曽田博久 | 山岡淳二       | 小笠原猛   |
| 11月17日       | 36     | オナラに直撃!!  | - バラスカンク（声：亀山助清）                                                               | 曽田博久 | 山岡淳二       | 小笠原猛   |
| 11月24日       | 37     | 拙者ガンマジン  | - バラポリス/警察署長（声・人間体：栗原敏）                                                  | 杉村升   | 山岡淳二       | 長石多可男 |
| 12月01日       | 38     | 魔神はつらいよ  | - バラポリス/警察署長（声・人間体：栗原敏）                                                  | 杉村升   | 山岡淳二       | 長石多可男 |
| 12月08日       | 39     | 皇子決闘に死す  | - バラゴールド（招き犬形態） - カメラトリック                                                | 杉村升   | 山岡淳二       | 田﨑竜太   |
| 12月15日       | 40     | 出現! 謎の姫!   | - バラゴールド（招き犬） - マルチーワ - カイザーブルドント                                   | 杉村升   | 山岡淳二       | 小笠原猛   |
| 12月22日       | 41     | 危険なふたり!!  | - 改造ボンバー・ザ・グレート                                                                 | 杉村升   | 山岡淳二       | 小笠原猛   |
| 1996年01月12日 | 42     | 戦隊公開処刑!!  | - バラハンター（声：梅津秀行）                                                               | 曽田博久 | 山岡淳二       | 長石多可男 |
| 1月19日        | 43     | 切り札は七変化  | - バラペテン/フーテンの熊（声・人間体：大河内浩）                                            | 上原正三 | 山岡淳二       | 田﨑竜太   |
| 1月26日        | 44     | 地上最強の美女  | - バラガード（声：小林修）                                                                   | 曽田博久 | 山岡淳二       | 長石多可男 |
| 2月02日        | 45     | 壊滅!! 超力基地 | - バラミクロン                                                                               | 杉村升   | 山岡淳二       | 小笠原猛   |
| 2月09日        | 46     | 地球最期の日!!  | - バラミクロン                                                                               | 杉村升   | 山岡淳二       | 小笠原猛   |
| 2月16日        | 47     | 立て輝け甦れ!!  | -                                                                                            | 杉村升   | 村上潤         | 長石多可男 |
| 2月23日        | 48     | 愛の勇者たち    | - カイザーブルドント - マルチーワ                                                            | 杉村升   | 村上潤         | 長石多可男 |

## 制作
シリーズ20周年ということもあり、放送期間中の1995年3月21日にはスーパー戦隊をメインとしたバラエティ特番『不滅の戦隊ヒーロー大全集』（17:00 - 18:00、関東・関西ローカル）も放送された。
だが、放送開始前後に発生した阪神・淡路大震災や地下鉄サリン事件などの社会情勢に影響される形で、当初のハードかつシリアスな路線を途中で断念し、コミカル要素の導入を余儀なくされることとなった。
髙寺成紀は、制作途中に役者側から路線変更によるキャラクターのブレに関して「どうしたらいいのか」と相談され、それをうまく作品に反映できなかったのは悔しかった旨を語っている。
映像面では、スーパー戦隊シリーズで初めてデジタル合成が使用された。視覚効果を担当した映画工房の沖満は、本作品でシリーズに復帰した監督の長石多可男が新しい技術の導入に意欲的であったことを証言している。

## 評価
平均視聴率は4.5%と伸び悩んだが、鈴木によれば商品面での売り上げ（ロボットや武器以外の関連グッズを含んだ売り上げ）は歴代戦隊では最高であり、総売上額151億円、うちバンダイの玩具売上額も80億円と歴代の戦隊の中でも非常にハイレベルな数字を残している。東映の大坪通夫によると「子供の人口が減少している中で他の番組が大人をターゲットとするのに対し、作品を3 - 6歳に特化し、子供に対し非常にわかりやすい作品にしたことが玩具成功の要因」であり、メインターゲットである子供たちの支持を受け、商業展開としては成功を収めている。鈴木は、方向転換を余儀なくされながらも、戦うヒーローとしての方向性は崩さず派手な演出も死守したことが功を奏したことを述べている。一方で、当時の玩具展開についてフットワーク出版『変形・合体ロボット完全攻略書』のライターはロボットが6体まで登場したことで、玩具に記載された「全部そろえれば、まさに無敵!」のキャッチコピーに対し、サイズやコンセプトが異なり、関連性の薄いロボットを揃えることに対して「バンダイの売り方が下手」と揶揄し、オーレンジャーロボの初期箱が年末まで余っていたことやキングピラミッダーを筆頭に値下げされていたと証言している。

## 放映ネット局
| 対象地域          | 放送局           | 備考                                                                          |
| ----------------- | ---------------- | ----------------------------------------------------------------------------- |
| 関東広域圏        | テレビ朝日       | キーステーション                                                              |
| 北海道            | 北海道テレビ     |                                                                               |
| 青森県            | 青森朝日放送     |                                                                               |
| 岩手県            | IBC岩手放送      | TBS系列局                                                                     |
| 宮城県            | 東日本放送       |                                                                               |
| 秋田県            | 秋田朝日放送     |                                                                               |
| 山形県            | 山形テレビ       |                                                                               |
| 福島県            | 福島放送         |                                                                               |
| 新潟県            | 新潟テレビ21     | 第31話から時差ネット                                                          |
| 富山県            | 北日本放送       | 日本テレビ系列局                                                              |
| 石川県            | 北陸朝日放送     | [ 注釈 60 ]                                                                   |
| 福井県            | 福井テレビ       | フジテレビ系列局                                                              |
| 山梨県            | 山梨放送         | 日本テレビ系列局                                                              |
| 長野県            | 長野朝日放送     |                                                                               |
| 静岡県            | 静岡朝日テレビ   |                                                                               |
| 中京広域圏        | 名古屋テレビ     |                                                                               |
| 近畿広域圏        | 朝日放送         | 現 朝日放送テレビ                                                             |
| 鳥取・島根県      | 山陰中央テレビ   | フジテレビ系列局                                                              |
| 広島県            | 広島ホームテレビ |                                                                               |
| 山口県            | 山口朝日放送     |                                                                               |
| 徳島県            | 四国放送         | 日本テレビ系列局                                                              |
| 香川・岡山県      | 瀬戸内海放送     |                                                                               |
| 愛媛県            | 愛媛朝日テレビ   | 放送期間：1995年4月 - 1996年2月                                               |
| 高知県            | テレビ高知       | TBS系列局                                                                     |
| 福岡県            | 九州朝日放送     |                                                                               |
| 長崎県            | 長崎文化放送     |                                                                               |
| 熊本県            | 熊本朝日放送     |                                                                               |
| 大分県            | 大分朝日放送     |                                                                               |
| 宮崎県            | 宮崎放送         | TBS系列局                                                                     |
| 鹿児島県          | 鹿児島放送       | [ 注釈 62 ]                                                                   |
| 沖縄県            | 琉球放送         | 放送期間：1995年6月 - 9月／TBS系列局／QABの開局直前は遅れ分を毎日のように放送 |
| 沖縄県            | 琉球朝日放送     | 放送期間：1995年10月 - 1996年2月                                              |
| 未放送地域:佐賀県 |                  |                                                                               |

## 劇場版
超力戦隊オーレンジャー（1995年4月15日公開）
監督：こばやしよしあき、アクション監督：山岡淳二（ジャパンアクションクラブ）、脚本：上原正三
声の出演
- ジャグチャック：篠田薫
- ネコシグナル：西村智博
- カボチャンプキン：山本圭子
- ロッカーナイト：梁田清之
- スチームパンクス：梅津秀行
- スタッフロボット：西村智博、堀田智之
- カメラトリック

東映スーパーヒーローフェアの一編として上映。上映時間40分。同興行にて最後に上映されたスーパー戦隊の劇場版でもある。キャッチコピーは「超力変身! 地球はオレたちにまかせろ!」。
監督の「こばやしよしあき」は前作『カクレンジャー』にも参加した小林義明と同一人物であり、諸般の事情から平仮名表記となっている。
同作品に登場した怪人のうち、ジャグチャックは後にテレビシリーズ第31話にてバラジャグチとなって復活、その際に同作品の出来事についてもわずかながら言及されている。ストーリー的には反戦色の強い不条理劇といった趣であり、スーパー戦隊シリーズの劇場用作品としてはひと際異彩を放っている。

## オリジナルビデオ
詳細は各項目を参照。『オーレVSカクレンジャー』以降、これらVシネマ作品はスーパー戦隊Vシネマとして定番化した。
- 超力戦隊オーレンジャー オーレVSカクレンジャー
- 激走戦隊カーレンジャーVSオーレンジャー

## 映像ソフト化
いずれも発売元は東映ビデオ。
- ビデオ（VHS、セル・レンタル共通）は1996年4月 - 1997年3月にかけて全12巻（各巻4話収録）がリリースされている。
- テレビシリーズを再編集したHEROクラブのビデオが3巻リリースされている。
- DVDは2008年4月21日から7月21日にかけて、全4巻（各2枚組、各巻12話（1枚6話収録））がリリースされた。
- 劇場版がビデオ（VHS、セル・レンタル共通）や、2003年7月21日発売のDVD-BOX「スーパー戦隊 THE MOVIE BOX」[148]および、2004年7月21日発売の「スーパー戦隊 THE MOVIE VOl.4」、「スーパー戦隊 THE MOVIE Blu-ray BOX 1976-1995」(2011年6月21日発売）に収録されている。

## 後楽園ゆうえんちでの展開

### ヒーローショー
後楽園野外劇場で全6公演行われた。
1. 超力戦隊オーレンジャー後楽園ゆうえんちに現る!
2. 超力戦隊オーレンジャー 発進！オーレンジャーロボ（巨大ロボが初登場する公演）
3. 超力戦隊オーレンジャー　SOS!地球を守れWヒーロー（夏休み公演 『重甲ビーファイター』初登場）
4. 超力戦隊オーレンジャー 崩壊！マシン帝国バラノイア（素顔の戦士登場公演）
5. 超力戦隊オーレンジャー 復活! 伝説の戦士ゴレンジャー!（1995年12月9日 - 年明け）
6. 超力戦隊オーレンジャー 勇者旅立ち！さらばオーレンジャー

ビーファイターは夏以降最終公演まで出演した。特に最終公演ではシャドーの死などもあり、オーレンジャーたちよりもドラマの中心を担うことが多かった。
最終公演・最終日のみ土屋圭輔と土屋大輔が共演し、最後の舞台挨拶はテレビシリーズの出演陣が総勢15名登場した。
後楽園ゆうえんちの後楽園野外劇場でのオーレンジャーショーでは、当時20周年としてゴレンジャーとの共演を果たした（同時期『重甲ビーファイター』の共演も含む）。これまで『バトルフィーバーJ』以来後楽園でのスーパー戦隊ショーではスーパーヒーロー大集合と題された、現役戦隊ヒーローと昔の戦隊ヒーローが共演するというお正月イベント恒例となっていたが、この年で終了。その代わりとして、翌年からは現役作品の素顔の戦士が登場する卒業公演イベントが行われるようになった。
キャスト
- 甲斐拓也：土屋大輔
- シャドー（6）：土屋圭輔
- 亮（6）：和田圭市
- 将児（6）：羽村英

## CS放送・ネット配信
CS放送
- 東映チャンネル
  - 2009年11月 - 2010年4月
  - 2012年4月 - 9月（いずれも「スーパー戦隊ワールド」枠）

ネット配信
- 東映特撮 YouTube Official
  - 2012年1月30日 - 2012年7月15日
  - 2016年11月27日 - 2017年5月14日
  - 2023年8月31日 - 2024年2月15日
- 東映特撮ニコニコおふぃしゃる
  - 2015年2月20日 - 2016年1月15日
- Amazon Prime Video：有料配信中

## シリーズ内の他作品への登場
各作品における詳細はそれぞれの項目を参照。
スーパー戦隊大集合
『未来戦隊タイムレンジャー』第51話として放送された特別総集編。タイムレンジャー5人がタイムジェットで本作品の世界を見に来たという設定で、本作品の映像が流用されている。
百獣戦隊ガオレンジャーVSスーパー戦隊
『百獣戦隊ガオレンジャー』のスーパー戦隊Vシネマ作品で、スカイフェニックスとオーレッドが登場。
海賊戦隊ゴーカイジャー
関連する映画も含め、複数のキャラクターが同作品にて登場。
テレビシリーズ：吾郎、桃（第31、32話）
ゴーカイジャー ゴセイジャー スーパー戦隊199ヒーロー大決戦：オーレンジャーロボ
海賊戦隊ゴーカイジャー THE MOVIE 空飛ぶ幽霊船：バーロ兵
『機界戦隊ゼンカイジャー THE MOVIE 赤い戦い! オール戦隊大集会!!』
2021年2月20日公開。オーレッド、バーロ兵が登場。
『王様戦隊キングオージャー IN SPACE』
2024年11月10日配信。リキ、ドリン、バーロ兵が登場。